# Шереметьево
Международный аэропорт Шереме́тьево имени А. С. Пушкина (ИАТА: SVO, ИКАО: UUEE) — российский международный аэропорт федерального значения, один из четырёх основных аэропортов Москвы и Московской области, первый в России по объёму пассажиропотока.
Обслуживает рейсы национального перевозчика России — авиакомпании «Аэрофлот» (является узловым аэропортом авиакомпании) и некоторых других авиакомпаний. Расположен к северо-западу от Москвы, на территории городского округа Химки Московской области, примерно на одинаковом расстоянии (в нескольких километрах) от городов Химки, Лобня и Долгопрудный. Расстояние от МКАД по Ленинградскому шоссе до терминала А — 13 километров, до терминалов D, E и F — 9 километров.
Аэропорт Шереметьево включает шесть пассажирских терминалов: А (терминал бизнес-авиации), B (ранее «Шереметьево-1»), С, D, E, F (ранее «Шереметьево-2») и два грузовых («Москва-Карго» и «Шереметьево-Карго»).

## История

### Общие сведения
Изначально аэродром был построен как Центральный аэродром Военно-воздушных сил (ВВС) Советской армии ВС Союза ССР. 1 сентября 1953 года вышло постановление Совета министров Союза ССР о строительстве Центрального аэродрома ВВС в районе населённого пункта Чашниково. Аэродром получил первоначальное название «Шереметьевский» по двум расположенным неподалёку объектам — жилому посёлку Шереметьевскому и платформе Шереметьевская Савёловского направления Московской железной дороги. В 1957 году введены в строй взлётно-посадочная полоса, магистральная и соединительные рулёжные дорожки, три перрона с местами для стоянки самолётов, здания Центрального пункта управления.
В 1959 году аэродром был передан от Министерства обороны СССР в гражданскую авиацию по указанию Н. С. Хрущёва. Официальной датой открытия Международного аэропорта «Шереметьево» считается 11 августа 1959 года. В этот день службы предприятия впервые обслужили лайнер «Ту-104», доставивший пассажиров из Ленинграда. Инициатором создания международного аэропорта выступил глава СССР Н. С. Хрущёв. По свидетельствам современников, он был настолько поражён размахом аэропорта «Хитроу» в Лондоне, где побывал с государственным визитом в 1956 году, что, прилетев обратно в Союз ССР и выйдя из самолёта на вновь построенном Шереметьевском военном аэродроме, оглядел пустырь и сказал: «Пора бы и у нас построить такой аэропорт». Его слова были восприняты как руководство к действию, и постановлением правительства страны 31 июля 1959 года на базе бывшего военного аэродрома «Шереметьевский» был организован аэропорт «Шереметьево», и уже 11 августа того же года авиалайнер «Ту-104», вылетевший из Ленинграда, приземлился на аэродроме, где аэропортовые службы впервые выполнили коммерческое и техническое обслуживание. Первым аэровокзалом «Шереметьево» стало небольшое здание Центрального пункта управления, располагающееся рядом с нынешним терминалом B («Шереметьево-1»).
1 июня 1960 года был выполнен первый международный рейс по маршруту Москва (Шереметьево) — Шёнефельд на самолёте «Ил-18» Внуковского авиаотряда. Располагая самолётами «Ту-104», «Ил-14» и «Ил-18», «Аэрофлот» выполнял из «Шереметьево» рейсы в 23 зарубежных государства. За первый год работы аэропорт обслужил 50 тысяч пассажиров и 3 тысячи тонн почты и грузов. С 1961 года из «Шереметьево» выполнялись специальные, чартерные и регулярные рейсы на Кубу, в США, в Канаду, Мексику, Аргентину и Австралию.

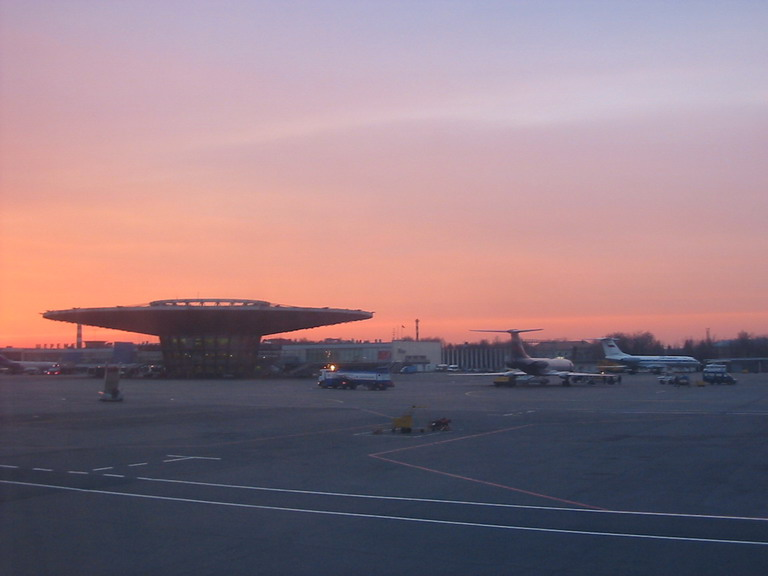
Терминал B («Рюмка»)

11 февраля 1964 года был издан приказ начальника Главного управления Гражданского воздушного флота «Об организации Транспортного управления международных воздушных линий Гражданского воздушного флота», в состав которого вошли московский аэропорт «Шереметьево» и международная авиагруппа Московского управления транспортной авиации с местом базирования в «Шереметьево».
3 сентября 1964 года аэровокзальный комплекс Шереметьево-1 принял первых пассажиров. Здание аэровокзала было построено в передовом по меркам конца 1960-х годов архитектурном стиле и по своей оригинальности стало в своё время лучшим из советских сооружений подобного типа. Архитектурной доминантой явилось посадочное здание, получившее в народе название «Рюмка» и ставшее изюминкой в облике Международного аэропорта Шереметьево на долгие годы. Над проектом терминала работала команда архитекторов под руководством Г. Елькина, Ю. Крюкова и М. Гуревича.
20 ноября 1967 года состоялся первый рейс из «Шереметьево» в Нью-Йорк. К 1970 году аэропорт «Шереметьево» стал крупнейшим в СССР.
В 1972—1975 годах было произведено строительство новой взлётно-посадочной полосы (ВПП-2).

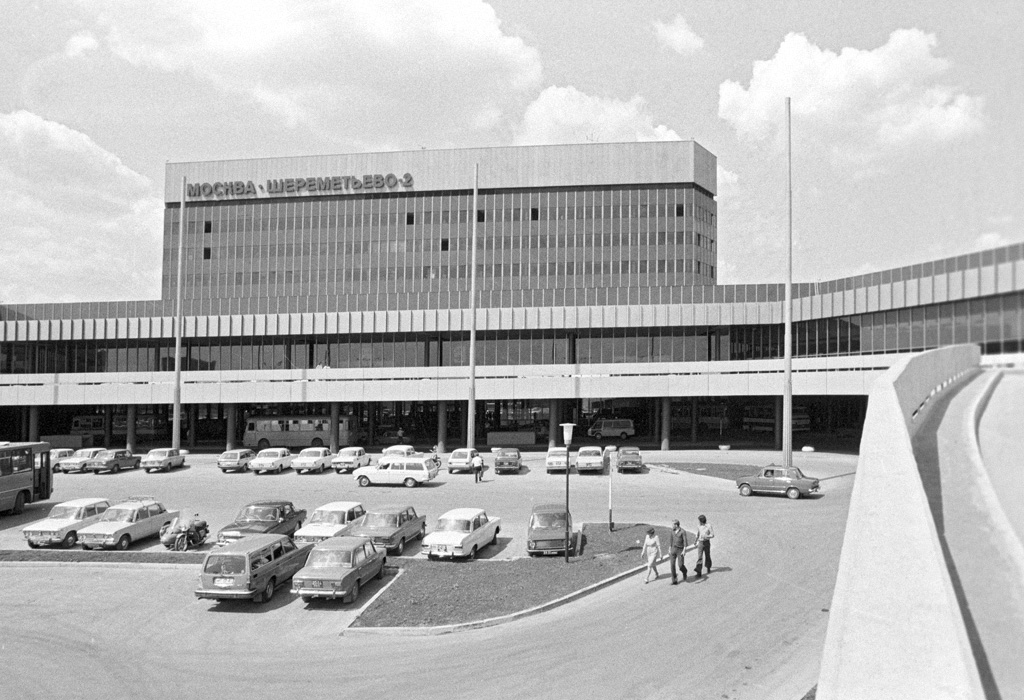
Шереметьево-2 (ныне терминал F) в 1980 году

В преддверии проведения Московской Олимпиады 17 ноября 1977 года был заложен первый камень в основание нового аэровокзала Шереметьево-2, расположенного на месте старого терминала международных авиалиний. 6 мая 1980 года состоялось торжественное открытие аэровокзала Шереметьево-2. В 1980 году за месяц проведения олимпийских игр в Москве аэропорт «Шереметьево» обслужил более 460 тысяч иностранных пассажиров.
В 1985 году аэропорт «Шереметьево» обслужил 3,5 миллиона пассажиров. Регулярные полёты в зарубежные страны выполнялись по 172 маршрутам в 122 пункта 97 стран мира. В том же году введён в эксплуатацию международный грузовой аэровокзал с пропускной способностью до 150 тысяч тонн.
11 ноября 1991 года Международный аэропорт «Шереметьево» получил юридический статус госпредприятия.
В 1997 году была завершена реконструкция ВПП-1. Новая взлётно-посадочная полоса легла на старое бетонное покрытие.
В первой половине 2000-х годов в «Шереметьево» начали ощущаться проблемы, связанные с нехваткой пропускной способности из-за повышения стандартов безопасности и неудобными средствами наземного транспорта до Москвы. Эти проблемы призвано было решить строительство двух новых терминалов и железнодорожного сообщения до Савёловского вокзала (10 июня 2008 — 30 мая 2010) и Белорусского вокзала (с 28 августа 2009 года).
В марте 2007 года открылся новый международный терминал С с четырёхуровневым паркингом на 2500 машиномест. 12 марта 2007 года терминал С обслужил первый рейс по маршруту Вильнюс — Москва (Шереметьево) — Вильнюс. 14 июня 2007 года приказом Минтранса России № 78 открыт аэровокзал международных воздушных линий (терминал С) в составе пункта пропуска через государственную границу пропускной способностью 1500 пассажиров в час при круглосуточном режиме работы.
К осени 2007 года в международный аэропорт «Шереметьево» на регулярной основе совершают полёты более 70 авиакомпаний. За год через терминалы «Шереметьево» проходили более 15 млн пассажиров. Это пятая часть общего количества пассажиров, отправленных из российских аэропортов. 5 марта 2008 года после двухлетней реконструкции была открыта вторая взлётно-посадочная полоса (ВПП-2). Её длина составляет 3700 м, ширина — 60 м. ВПП-2 способна принять все типы воздушных судов, включая широкофюзеляжные самолёты Airbus A380 и Boeing 787 Dreamliner.
В 2009 году завершилась модернизация терминала F (ранее Шереметьево-2): была полностью перестроена стерильная зона, убраны перегородки, максимально открыто пространство и оптимизирована зона Duty Free. 28 августа 2009 года было открыто регулярное железнодорожное сообщение между Белорусским вокзалом города Москвы и аэропортом. 15 ноября 2009 года введён в эксплуатацию терминал D, обслуживающий рейсы авиакомпании «Аэрофлот» и её партнёров по альянсу SkyTeam. В 2010 году был открыт международный терминал Е, объединяющий терминалы D и F и железнодорожную станцию «Аэроэкспресса» в единый Южный терминальный комплекс. Зимой 2012 года открыт терминал А, обслуживающий клиентов деловой авиации. Терминал принадлежит дочернему предприятию аэропорта «Шереметьево»— компании «Авиа Групп».

В 2018 году в рамках конкурса «Великие имена России» было решено назвать аэропорт в честь Александра Пушкина, и с июня 2019 года аэропорт стал носить его имя.
В результате консолидации активов АО «Международный аэропорт Шереметьево» владельцами акционерного общества стали «Шереметьево холдинг» (66,06 %, полностью принадлежит компании «Шереметьево Холдинг»; в последней 65,22 % у траста семей Александра Пономаренко и Александра Скоробогатько, 34,78 % — у Аркадия Ротенберга), Росимущество (30,46 %), ПАО «Аэрофлот» (2,43 %), ООО «ВЭБ капитал» (1,05 %). Генеральный директор АО «Международный аэропорт Шереметьево» (с 12 мая 2005 года) — Михаил Василенко.
С октября 2015 года началось строительство новой взлётно-посадочной полосы № 3 длиной 3200 м и шириной 60 м. Открытие новой полосы состоялось 19 сентября 2019 года при участии Специального представителя Президента РФ по вопросам природоохранной деятельности, экологии и транспорта С. Б. Иванова, Министра транспорта России Е. И. Дитриха, Руководителя Росавиации А. В. Нерадько, Губернатора Московской области А. Ю. Воробьёва, Председателя Совета директоров АО «МАШ» А. А. Пономаренко. Строительство полосы было обусловлено увеличением числа рейсов, в том числе за счёт перевода части рейсов в Шереметьево из Внукова. По данным Минтранса, после открытия ВПП-3, аэропорт сможет увеличить количество взлётно-посадочных операций в час, с 55 до 90. Первым приземлившимся на полосу самолётом был Airbus A320 авиакомпании «Аэрофлот», прилетевший в день открытия из аэропорта Пулково Санкт-Петербурга. Среди причин задержки реализации проекта назывались: суды с жителями о выкупе земель (жилья) под строительство, сложная геологическая структура местности, долгое урегулирование вопросов по переносу газопровода и нефтепродуктопровода, а также сложности по оформлению участков. Ввод полосы в эксплуатацию был реализован через необычное архитектурное решение: строительства путепровода через Шереметьевское шоссе и реку Клязьма, по которому проходит рулёжная дорога от терминалов аэропорта на взлётную полосу.
В мае 2020 года из-за снижения пассажиропотока на фоне пандемии COVID-19 был закрыт терминал Е, с конца 2021 года в связи с реконструкцией был закрыт терминал F, а в марте 2022 года из-за снижения объёма перевозок вследствие нападения России на Украину был закрыт терминал D и одна из взлётно-посадочных полос.
В ноябре 2023 в аэропорту «Шереметьево» был установлен радиолокационно-оптический комплекс для обнаружения и противодействия БПЛА «ЕНОТ-СД». Помимо этого система контролирует наземные цели, нарушения периметра и исключает применение средств подавления против воздушных судов.

### Владельцы
| Период владения | Период владения | Сделка                                                                                                   | Владелец                                                                                                 | Владелец                                                                                                 | Бенефециарный владелец                                                                                   |
| --------------- | --------------- | --- | --- | --- | --- |
| 1959            | 1996            | Передача управления государственной собственностью Центрального аэродрома ВВС «Шереметьевский» в ГУ ГВФ. | Передача управления государственной собственностью Центрального аэродрома ВВС «Шереметьевский» в ГУ ГВФ. | Передача управления государственной собственностью Центрального аэродрома ВВС «Шереметьевский» в ГУ ГВФ. | Передача управления государственной собственностью Центрального аэродрома ВВС «Шереметьевский» в ГУ ГВФ. |
| 1996            | 2012            | Акционирование                                                                                           | Российская Федерация                                                                                     | 100 % | |
| 2012            | 2017            | Консолидация активов Международного аэропорта Шереметьево и Аэрофлота (терминал D)                       | Росимущество                                                                                             | 83,038 %                                                                                                 | |
| 2012            | 2017            | Консолидация активов Международного аэропорта Шереметьево и Аэрофлота (терминал D)                       | АО «Аэрофлот»                                                                                            | 8,96 %                                                                                                   | |
| 2012            | 2017            | Консолидация активов Международного аэропорта Шереметьево и Аэрофлота (терминал D)                       | ООО «ВЭБ капитал»                                                                                        | 4,24 %                                                                                                   | |
| 2012            | 2017            | Консолидация активов Международного аэропорта Шереметьево и Аэрофлота (терминал D)                       | Банк ВТБ                                                                                                 | 3,76 %                                                                                                   | |
| 2017            | н. в.           | Консолидация активов Международного аэропорта Шереметьево и ООО «Шереметьево Холдинг»                    | ООО «Шереметьево холдинг» (TPS Avia Holding, Республика Кипр)                                            | 66,06 %                                                                                                  | Александр Анатольевич Пономаренко, Александр Иванович Скоробогатько, Аркадий Романович Ротенберг         |
| 2017            | н. в.           | Консолидация активов Международного аэропорта Шереметьево и ООО «Шереметьево Холдинг»                    | Росимущество                                                                                             | 30,46 %                                                                                                  | |
| 2017            | н. в.           | Консолидация активов Международного аэропорта Шереметьево и ООО «Шереметьево Холдинг»                    | ПАО «Аэрофлот»                                                                                           | 2,43 %                                                                                                   | |
| 2017            | н. в.           | Консолидация активов Международного аэропорта Шереметьево и ООО «Шереметьево Холдинг»                    | ООО «ВЭБ капитал»                                                                                        | 1,05 %                                                                                                   | |

1 марта 2022 года Александр Пономаренко покинул пост председателя совета директоров в связи с попаданием в чёрный список Евросоюза из-за вторжения России на территорию Украины.
На следующий день и. о. председателя совета директоров был назначен Илья Петров, вице-президент «Московской инженерной строительной компании».

### Награды и рейтинги
- 2012 — «Лучший аэропорт европейского региона» по рейтингу ACI[30]
- В 2012 году Международный аэропорт Шереметьево стал лауреатом 13-й ежегодной бизнес-премии «Компания года» в номинации «Транспорт, логистика» по версии российского делового журнала «Компания»[31].
- 12 марта 2013 удостоен звания «Лучший аэропорт Европы по качеству обслуживания пассажиров» согласно программе исследования уровня качества (ASQ) Международного Совета Аэропортов (ACI)[32].
- 16 мая 2013 года аэропорт Шереметьево стал лауреатом премии Института Адама Смита в номинации «Лучший проект реконструкции аэропорта России и СНГ».
- 2014 — серебряный призёр в номинации «Лучший аэропорт европейского региона» по рейтингу ACI[33]
- 2016 — серебряный призёр в номинации «Лучший аэропорт европейского региона» и первый в категории 25-40 млн пассажиров по рейтингу ACI[34]
- 2017 — серебряный призёр в номинации «Лучший аэропорт европейского региона» и первый в категории 25—40 млн пассажиров по рейтингу ACI[35]
- 2018 — вошёл в список лучших аэропортов мира — ACI Director General’s Roll of Excellence.
- 2018 — лучший по качеству обслуживания в категории самых крупных аэропортов Европы с пассажиропотоком более 40 млн человек по рейтингу ACI.
- Профессиональной наградой были отмечены достижения Шереметьева по реализации масштабного проекта строительства нового пассажирского терминала А аэропорта Владивостока, который стал одним из важнейших объектов подготовки Владивостока и Приморского края к саммиту АТЭС-2012.
- В 2019 году аэропорт Шереметьево стал лауреатом «Премии развития» ВЭБ.РФ. Проект комплексной модернизации Северного терминального комплекса (СТК) признан победителем в номинации «Лучший инфраструктурный проект»[36]
- 2019 — лучший по качеству обслуживания в категории самых крупных аэропортов Европы с пассажиропотоком более 40 млн человек по рейтингу ACI.
- 2020 — вошёл в список Voice of the Customer Международного совета аэропортов — 140 аэропортов, наиболее активных в реализации программы ASQ ACI в условиях пандемии COVID-19.
- 2020 — лучший по качеству обслуживания в категории самых крупных аэропортов Европы с пассажиропотоком более 40 млн человек по рейтингу ACI.

## Технические данные
Шереметьево является аэродромом класса «А», способным принять все типы воздушных судов как отечественного, так и иностранного производства. В 2002 году аэропорту присвоена IIIА категория ИКАО, позволяющая обеспечивать посадки воздушных судов при вертикальной видимости не менее 15 м и при дальности видимости на взлётно-посадочной полосе не менее 175 м. Взлёт воздушных судов категории A, B и C выполняется при дальности видимости на взлётно-посадочной полосе не менее 125 м, воздушных судов категории D не менее 150 м, без ограничений по вертикальной видимости.
Аэропорт располагает двумя параллельными ВПП: 06R/24L (ВПП-2) длиной 3700 м и 06C/24C (ВПП-C (central), ранее обозначалась как ВПП-1) длиной 3550 м с цементобетонным и железобетонным покрытием. Однако недостаточное расстояние между ВПП (280 м) не позволяет использовать их как две полностью независимые ВПП. Поэтому взлёт и посадка с двух полос осуществляется с теми же интервалами безопасности, что и с одной ВПП. В 2015 году началось строительство 3-й ВПП, которое завершилось её открытием 19 сентября 2019 года длиной 3200 м (ВПП-3 06L/24R), которая располагается к северу от терминалов A и B. С такой длиной она сможет принимать все типы ВС, однако для взлёта сверхтяжёлых самолётов (В-747, В-777, MD11, Ан-124 и А-380) будет действовать ограничение на взлётный вес. При использовании ИВПП-2, С, 3 — не менее 90 взлётно-посадочных операций, при использовании ИВПП-2 и 3 — не менее 70.
Ограничения связаны в том числе и с авиационными правилами России и ИКАО. В мире существуют аэропорты и с меньшим расстоянием между ВПП, успешно практикующие параллельную работу обеих полос: к примеру, аэропорт Сан-Франциско, который располагает двумя парами ВПП с расстоянием между ними 230 м. В аэропорту Сиэтла при аналогичной Шереметьеву конфигурации двух полос (до введения в 2008 году в строй третьей полосы) обеспечивались операции до 84 самолётов в час. В Шереметьево в 2018 году обеспечивается 55—65 взлётно-посадочных операций в час (27 января 2018 года было достигнуто значение 69).
В 2011 году Шереметьево открыло Центр управления аэропортом. Центр управления аэропортом — это стратегический проект, позволяющий управлять бизнес-процессами, оперативно координировать совместную работу всех участников процессов обслуживания воздушных судов), пассажиров и багажа, а также отслеживать и анализировать обстановку на территории Шереметьева в режиме реального времени.
В Шереметьеве функционирует трёхуровневая система автоматического досмотра багажа, в которой используются интроскопы MVT-HR и многофункциональный томограф Examiner (3DX 6500). Для досмотра пассажиров используются портальные сканеры ProVision-100 и SafeScout 100 миллиметрового диапазона.
В целях профилактики авиационных происшествий и предупреждения актов незаконного вмешательства в Шереметьево также действуют такие системы безопасности, как:
- просвечивание багажа и ручной клади;
- интегрированная система видеонаблюдения;
- профайлинг (метод психологического тестирования);
- работа кинологической службы.

В аэропорту Шереметьево действует стандарт обслуживания пассажиров 20/40 для контактных стоянок, согласно которому первое место багажа выдаётся пассажирам уже через 20 мин после постановки самолёта на стоянку (под телетрапом), последнее — через 40 мин.

## Терминалы
Аэропорт Шереметьево состоит из следующих пассажирских терминалов:
- терминал A (бизнес-авиация);
- терминал B (внутренние рейсы);
- терминал C (международные рейсы);
- терминал D (внутренние и международные рейсы);
- терминалы E и F (международные рейсы).

Терминалы B и C образуют Северный терминальный комплекс (СТК), терминалы D, E и F — Южный терминальный комплекс (ЮТК).
На территории аэропорта также работают два грузовых комплекса: крупнейший в России грузовой комплекс Шереметьево «Москва Карго» и «Шереметьево-Карго».

### Терминал А
Расположен в северо-восточной части аэропорта, к востоку от терминала С и терминала В. Предназначен для обслуживания пассажиров деловой авиации. Введён в эксплуатацию 15 января 2012 года.
22 удалённые стоянки западного сектора терминала В используются для обслуживания воздушных судов деловой авиации терминала А.

### Терминал В
Открыт 3 мая 2018 года на месте старого аэровокзала «Шереметьево-1», существовавшего в 1964—2015 годы.
Находится в северной части аэропорта, рядом с терминалом C. Старый терминал был введён в эксплуатацию в 1964 году. До декабря 2009 года назывался «Шереметьево-1». Делился на два здания: зал прилёта, зал вылета. Рядом с терминалом В находилась «Рюмка» — посадочный павильон, который получил своё название из-за своих архитектурных особенностей. Над проектом терминала работала команда архитекторов под руководством Г. Елькина и Ю. Крюкова.
В терминале В были 86 удалённых стоянок, из них 8 мест стоянок использовали для технического обслуживания воздушных судов Аэрофлота, 22 стоянки «Западного сектора» терминала В использовали для обслуживания воздушных судов бизнес-авиации, 5 мест «Восточного сектора» терминала В использовали для обслуживания грузовых рейсов.
В 2010—2011 годах в терминале базировался лоукостер «Авианова». В 2011—2012 годах обслуживал рейсы дочерних авиакомпаний «Аэрофлота». С 11 июня по 4 августа 2014 использовался для обслуживания пассажиров бюджетной авиакомпании «Добролёт».
Последний рейс старый терминал принял в сентябре 2014 года, после чего был закрыт в связи с началом строительства нового здания.

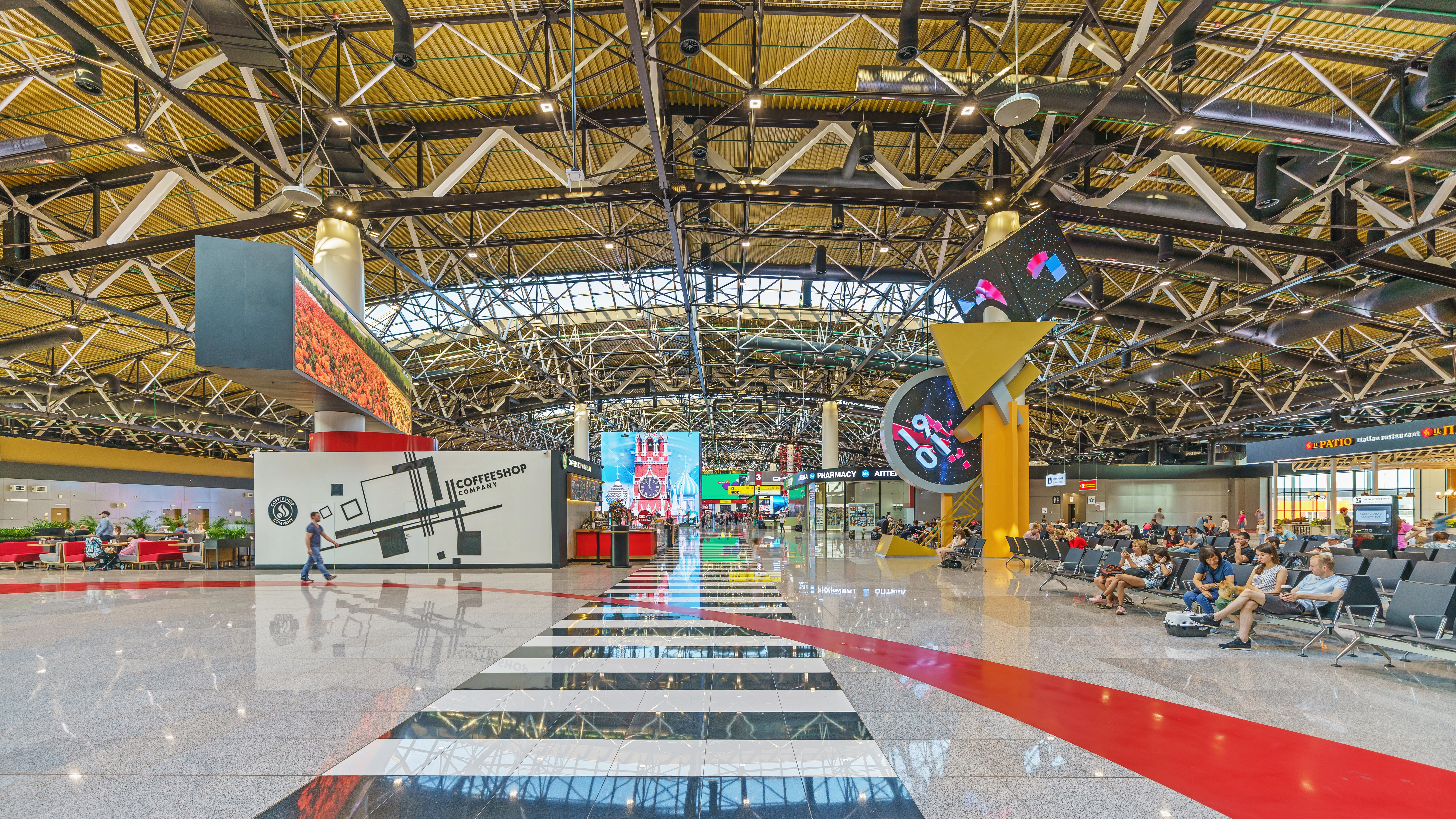
Интерьер общей зоны нового терминала B

В середине июля 2015 года начался его снос, который к концу августа был полностью завершён. Посадочная «Рюмка» в конце июля 2015 также была снесена, несмотря на протесты общественности. В начале июня 2015 года возле терминала B был открыт памятник самолёту Ил-62 — модернизированная модель данного самолёта, выпущенная в начале 1980-х годов, на постаменте. На месте прежнего терминала построено новое здание: новый пассажирский терминал B был введён в эксплуатацию 3 мая 2018 года, его открытие было приурочено к началу Чемпионата мира по футболу-2018. В мае 2018 года был открыт Межтерминальный переход в Шереметьево, северная станция которого интегрирована в терминал B. По тоннелю пущены поезда на канатной тяге для перевозки пассажиров и багажа. С ноября 2018 года терминал обслуживает все внутренние рейсы «Аэрофлота» и авиакомпании «Россия»

### Терминал С
12 марта 2007 года был открыт новый терминал С международного класса. Был расположен в северной части аэропорта рядом с терминалом B. Обслуживал в основном чартерные рейсы. Являлся узловым аэропортом для чартерных перевозчиков Nordwind Airlines и Ikar. В терминале имелось 30 стоек регистрации, 36 кабин паспортного контроля, трёхуровневая автоматическая система досмотра багажа и автоматическая система сортировки багажа. Шесть стоянок терминала были оснащены телескопическими трапами. Терминал С был связан пешеходной галереей с многоярусной автомобильной стоянкой на 1000 мест.
Осенью 2008 года в здании терминала C открылась православная часовня Архистратига Михаила и прочих небесных сил бесплотных.
1 апреля 2017 года терминал С закрылся на реконструкцию с целью его интеграции в состав нового терминала В.
Новый пассажирский терминал С построен в рамках долгосрочной программы развития МАШ и входит в состав Северного терминального комплекса (терминалы B, C) аэропорта Шереметьево. Терминал, предназначенный для международных авиалиний, имеет пропускную способность 20 млн пассажиров ежегодно. Новый терминал включает основное семиэтажное здание аэровокзального комплекса общей площадью 127 375 м², вышку по управления наземным движением воздушных судов и крытый шестиуровневый паркинг на 2500 машиномест, соединённый с терминалом пешеходной галереей. Основной задачей при проектировании и строительстве терминала С было совмещение технологичности и концептуального архитектурно-дизайнерского решения, наследующее традиции русского конструктивизма.

Терминал С объединён с терминалом B. Стыковка корпусов «под одной крышей» стала одной из сложнейших особенностей строительства. Единство сооружений позволяет пассажирам пользоваться сервисными и техническими возможностями сразу двух терминалов, а трансферным пассажирам — за минимальное время перемещаться между терминалами через транзитную зону.

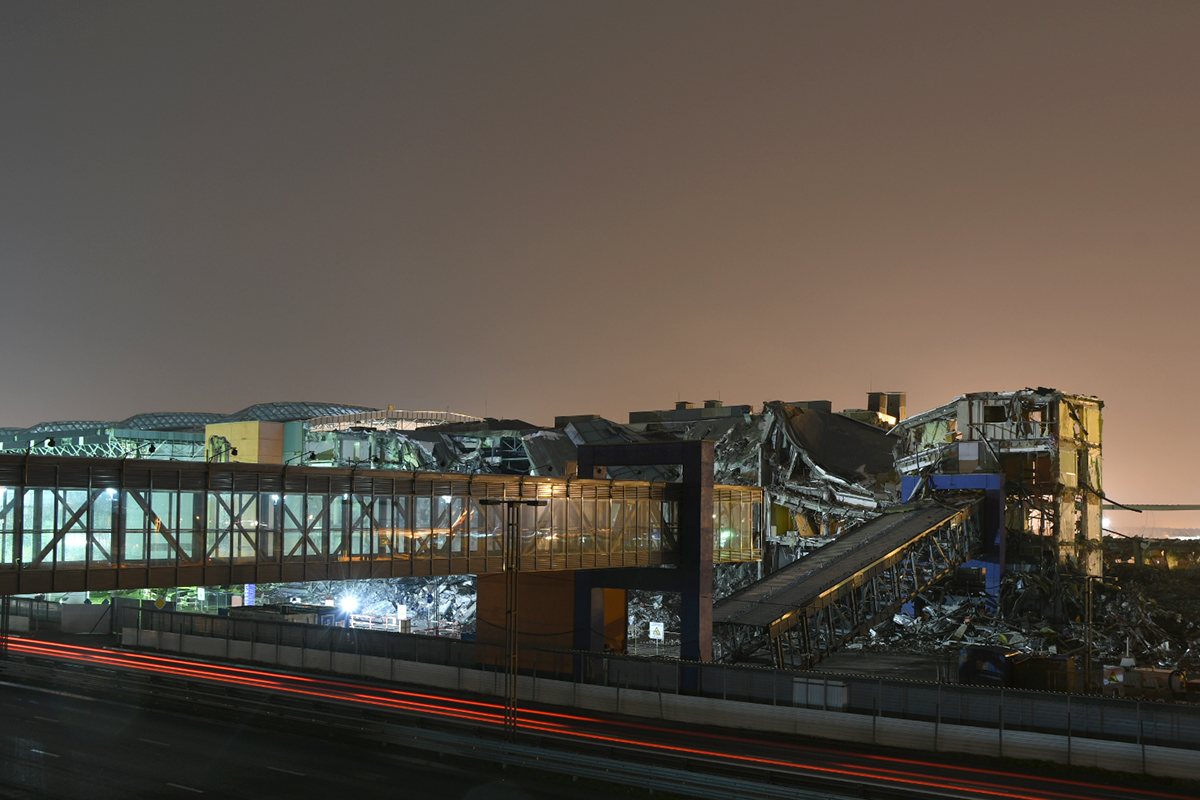
Терминал С в октябре 2017 года

Терминал С имеет 84 стойки регистрации, 60 кабин паспортного контроля — в зоне вылета (в том числе 10 кабин АСПК), 60 кабин — в зоне прилёта (в том числе 10 кабин АСПК), 4 кабины + 8 считывателей посадочных талонов — в трансферной зоне, 8 кабин для экипажей, 20 телетрапов.
 Открытие нового терминала С состоялось 17 января 2020 года. В 2021 году «Аэрофлот» перевёл часть своих международных рейсов из терминала D в терминал C. В терминале D остались только рейсы в страны СНГ. С 2021 года в терминал перевели рейсы авиакомпании «Qatar Airways» и «Etihad Airways» из аэропорта Домодедово.

### Терминал D

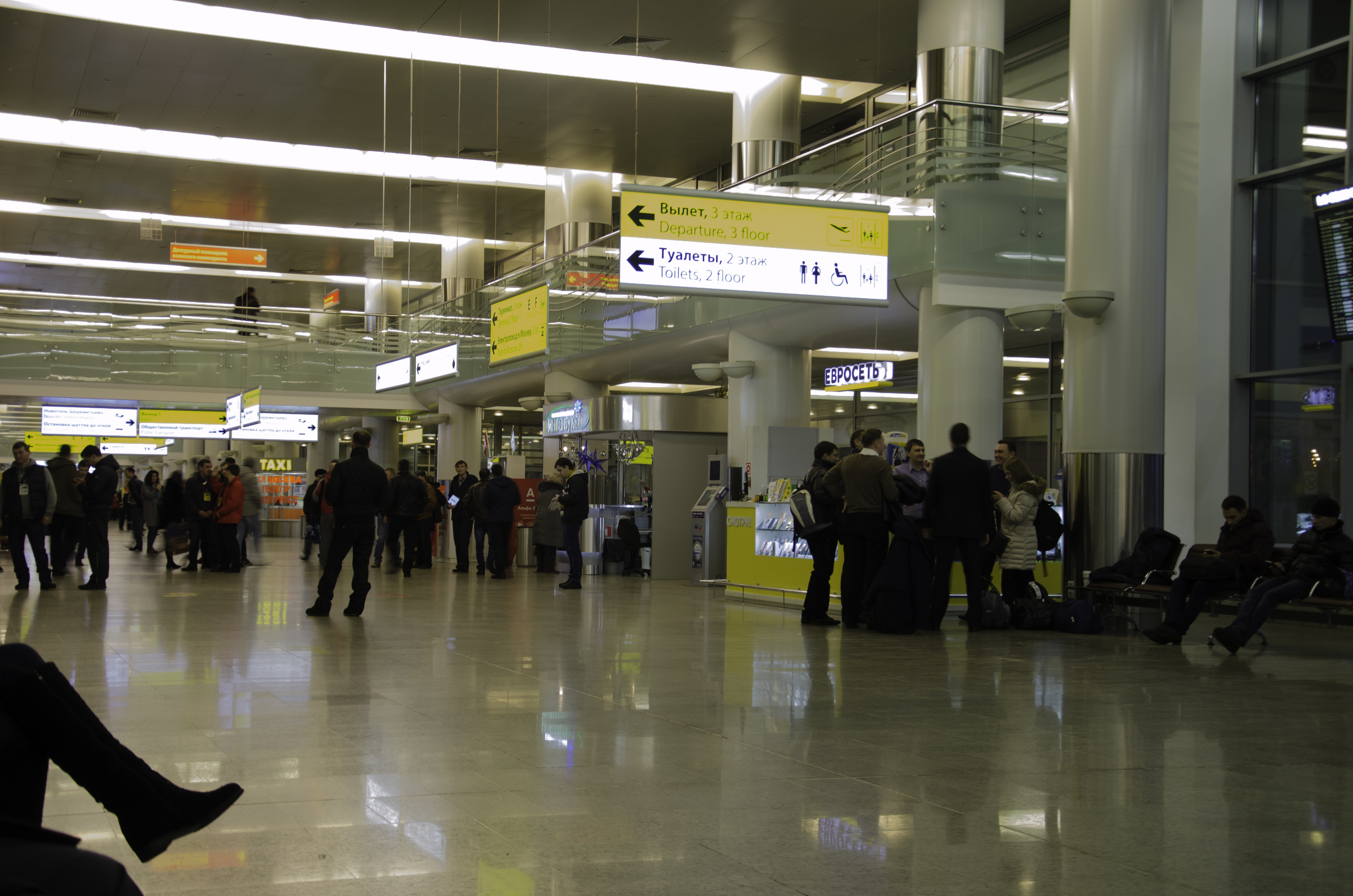
Зал прибытия (терминал D)

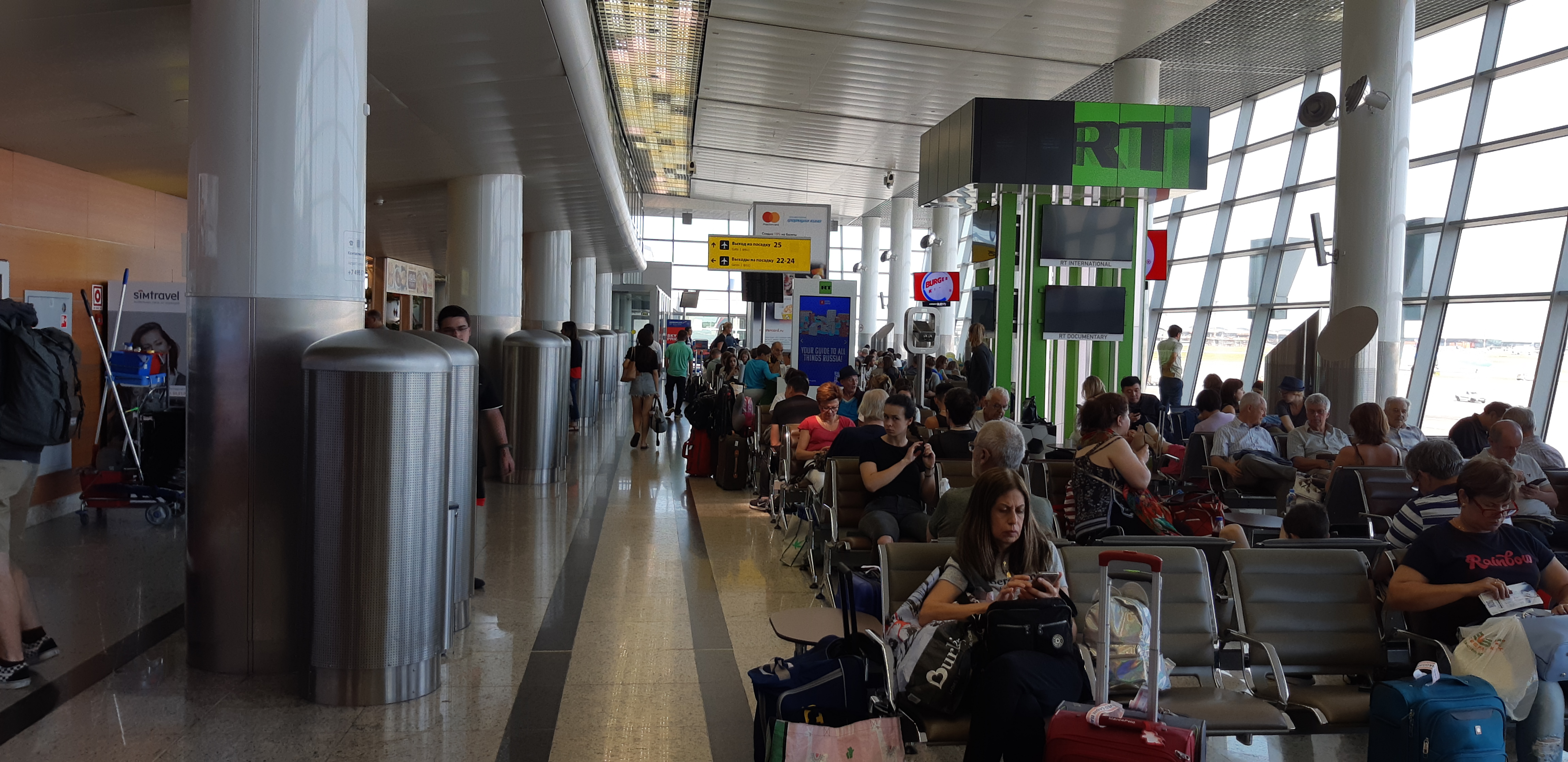
Зал вылета (терминал D)

Аэрофлот пытался реализовать проект нового терминала под пилотным названием «Шереметьево-3», начиная с января 2001 года. Строительство нового терминала начато в 2005 году, ввод в эксплуатацию комплекса состоялся 15 ноября 2009 года. Строительство собственного терминала для «Аэрофлота» было одним из условий вступления авиаперевозчика в SkyTeam Alliance. Подрядчик строительства — турецкая компания Enka, оператор строительства — ОАО «Терминал».
15 ноября 2009 года в 9:15 утра первый рейс из терминала D торжественно отправился в Сочи. До апреля 2012 года терминалом D, в отличие от других терминалов, управляла отдельная структура — ОАО «Терминал», контролировавшаяся ОАО «Аэрофлот». Весной 2012 года ОАО «Терминал» было присоединено к ОАО «Международный аэропорт Шереметьево», в число акционеров которого вошли «Аэрофлот», Внешэкономбанк и ВТБ.
В основу архитектурно-художественного образа терминала D положен облик гигантского лебедя с распростёртыми крыльями, как будто защищающего пассажиров и символизирующего богатые культурные и авиационные традиции России.
С марта 2022 года терминал закрыт в связи с падением объёма перевозок.
1 июня 2024 года терминал возобновил свою работу.

### Терминал Е
В 2010 году в Шереметьеве был открыт международный терминал Е. Данный терминал обслуживает рейсы авиакомпаний-партнёров «Аэрофлота» по альянсу SkyTeam (Air France, KLM), а также отдельные рейсы самого «Аэрофлота». Терминалы D, E, F и железнодорожная станция Аэроэкспресс объединены в Южный терминальный комплекс. Они соединены между собой пешеходными галереями с траволаторами, что позволяет пассажирам беспрепятственно передвигаться по всему Южному терминальному комплексу. Терминалы D, E, F имеют общую стерильную зону международных вылетов.
В декабре 2010 года открыта часовня Николая Чудотворца в терминале E.
С марта 2020 года терминал закрыт в связи с падением объёма перевозок.

### Терминал F

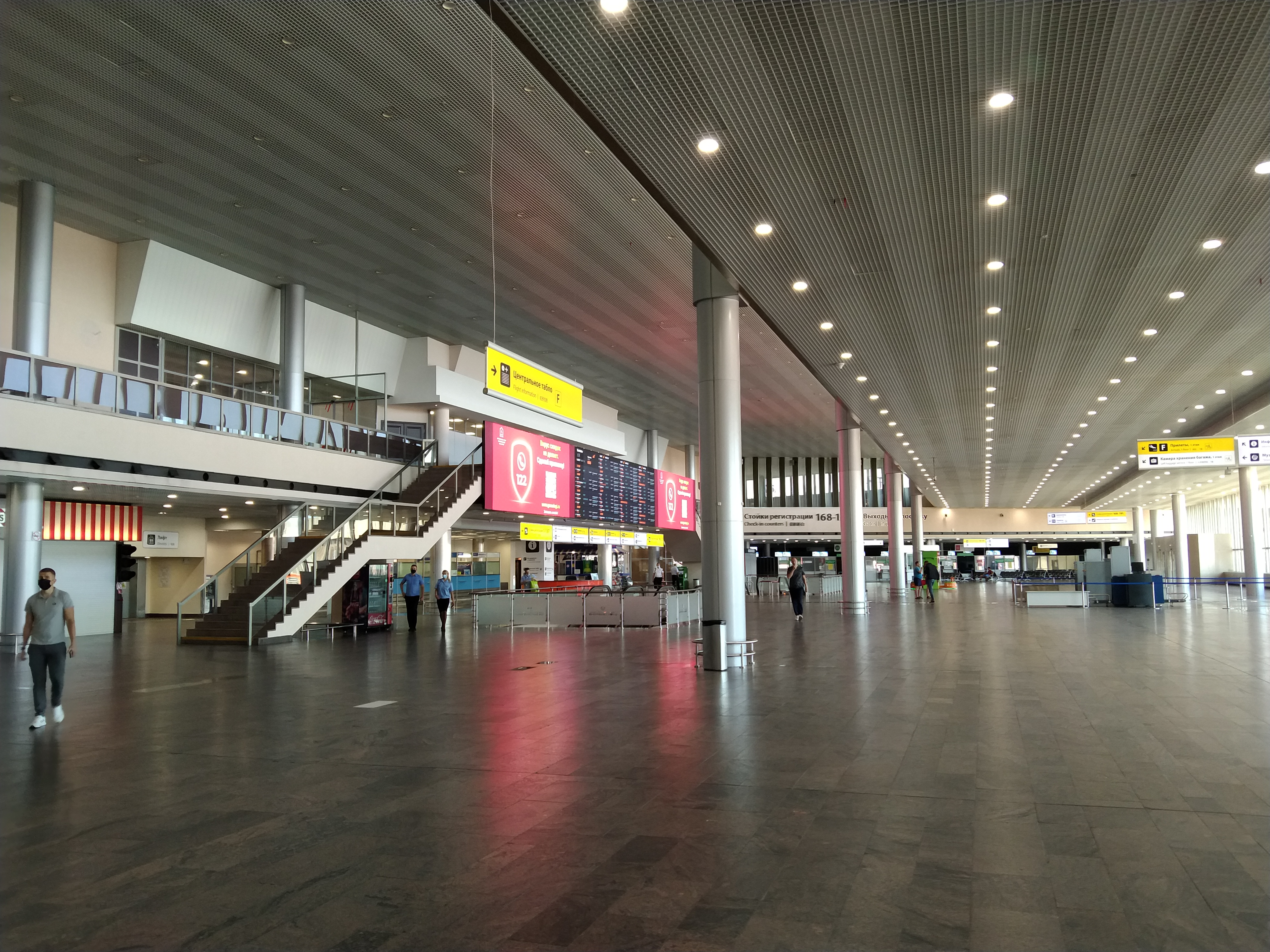
Терминал F внутри

Терминал «Шереметьево-2» введён в эксплуатацию 6 мая 1980 года. Терминал включил в себя пассажирский аэровокзал с телетрапами, привокзальную площадь, гостиницу, перрон с техническим обслуживанием и ряд производственных зданий. Терминал был рассчитан на обслуживание 6 млн пассажиров в год. Расположен в южном секторе аэропорта, рядом с терминалами D, E и железнодорожным терминалом. Здесь имеется 15 стоянок, оборудованных телескопическими трапами. Является наиболее узнаваемым терминалом аэропорта.
В 2003 году в левом крыле терминала был открыт зал официальных лиц и делегаций; также имеются два вип-зала, расположенных на втором и третьем этажах аэровокзала. В 2009 году завершилась модернизация; для удобства пребывания пассажиров была полностью перестроена стерильная зона, убраны перегородки, максимально открыто пространство и оптимизирована зона Duty Free. 25 декабря 2009 года терминал «Шереметьево-2», открытый к московской Олимпиаде в 1980 году, стал официально именоваться терминалом F в соответствии с международной буквенной системой обозначения. Такое решение было принято в целях упорядочения идентификации терминалов.
В связи со вспышкой COVID-19 с 31 января 2020 года изменено распределение авиарейсов, и терминал F обслуживает только оставшиеся регулярные рейсы китайского направления с целью организации санитарного контроля. По мере свёртывания международного авиасообщения по причине пандемии терминал стал обслуживать только прибывающих пассажиров вывозных рейсов. С конца 2021 года терминал закрыт на реконструкцию.

### Грузовой комплекс
«Москва-Карго»
Грузовой комплекс «Москва-Карго» — крупнейший в России грузовой комплекс площадью 42,3 тыс. м², рассчитанный на обработку до 380 тыс. тонн грузов в год. Оснащён автоматизированной системой хранения и обработки грузов компании Lödige. На территории терминала организованы две самостоятельные зоны — для контейнерного и бестарного хранения грузов — с единой автоматизированной системой управления.
Семиярусная система стеллажного хранения и перемещения грузов рассчитана на размещение 3198 «домашних» поддонов. Карго-комплекс также оснащён четырёхъярусной зоной контейнерного хранения с автоматизированной системой обработки ULD (авиационный контейнер) общей вместимостью 576 ячеек, в том числе 60 ячеек, предназначенных для хранения ULD с температурно-чувствительными грузами (t от +2 до +8  °C). Комплекс располагает 13 конвейерными линиями с выходом на аэродром, 29 пунктами приёма/выдачи грузов, два из которых предназначены для обработки крупногабаритных грузов (в том числе и автомобилей), и два — для приёма экспресс-отправлений.
«Шереметьево-Карго»
«Шереметьево-Карго» — один из крупнейших грузовых терминалов Московского авиаузла, работающий в аэропорту Шереметьево с 1989 года. Обслуживает международные и внутренние грузовые авиаперевозки 36 авиакомпаний-партнёров. Компания оказывает полный комплекс услуг обработки и хранения грузов и почты. Терминал располагает отдельным складом опасных грузов и сертифицирован для обработки всех классов опасных грузов, в том числе взрывчатых и радиоактивных. Специальная процедура и склады созданы для обслуживания температурно-чувствительных грузов. Терминал активно используется агентами и экспедиторам для обслуживания уязвимых грузов (vulnerable). В работе терминала активно применяется технология автоматизированного телеконтроля и управления Cargo TV. Для клиентов предлагается технология door-to-door (от дверей до дверей), не требующая присутствия на грузовом терминале. «Шереметьево-Карго» предоставляет услуги по обслуживанию воздушных судов за пределами аэропорта Шереметьево.

## Расширение аэропорта
В настоящее[какое?] время Шереметьево реализует масштабную долгосрочную программу развития. К началу Чемпионата мира по футболу в Шереметьеве в эксплуатацию введены: новый терминал В на 20 млн пассажиров ежегодно, межтерминальный переход с пассажирским и багажным тоннелями и двумя станциями, современный автоматизированный грузовой комплекс, рассчитанный на обработку 380 тысяч тонн грузов в год. В июле 2018 года в эксплуатацию был введён третий топливозаправочный комплекс мощностью до 1,2 млн тонн авиатоплива ежегодно.
В настоящее[какое?] время закончен первый этап реконструкции терминала С в рамках развития Северного терминального комплекса (СТК) площадью 116 000 м² с пропускной способностью до 20 млн пассажиров ежегодно, который был открыт 17 января 2020 года.

## Авиакомпании и пункты назначения
До нападения России на Украину маршрутная сеть аэропорта Шереметьево включала в себя более 200 направлений. После ввода в эксплуатацию нового терминала B пропускная способность аэропорта Шереметьево возросла с 35 до 55 млн пассажиров в год. На страны дальнего зарубежья (по состоянию на август 2008 года) приходится около половины всех рейсов, на страны СНГ — 6 %. Большую часть рейсов выполняет «Аэрофлот». Остальные компании представлены крупными национальными авиаперевозчиками, обслуживающими одно или несколько международных направлений, а также некоторыми российскими авиакомпаниями.
По состоянию на февраль 2020 года международный аэропорт Шереметьево обслуживал рейсы 40 авиакомпаний по 210 направлениям.

#### Галерея фотографий самолётов в аэропорту Шереметьево

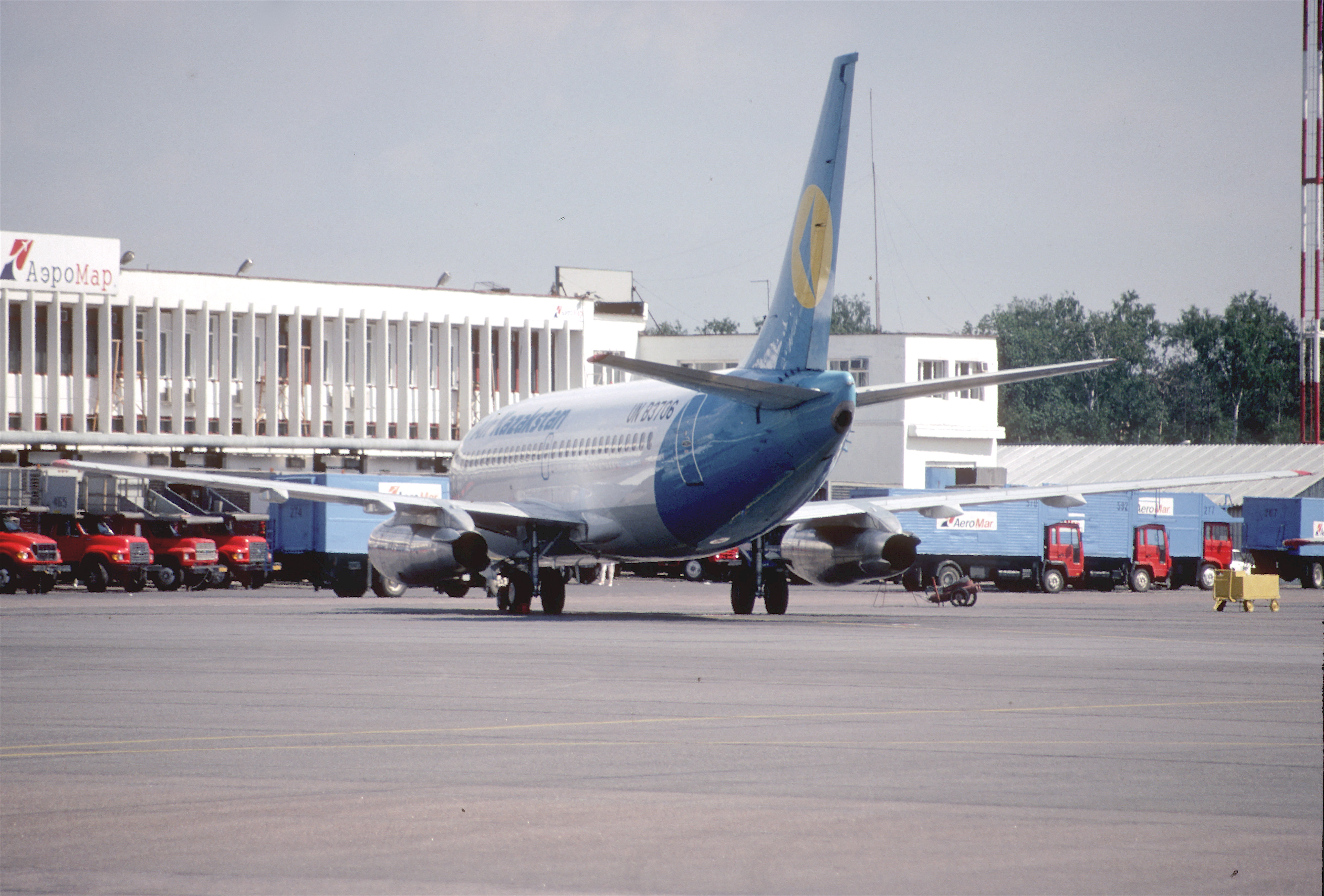
Boeing 737 Эйр Казахстан
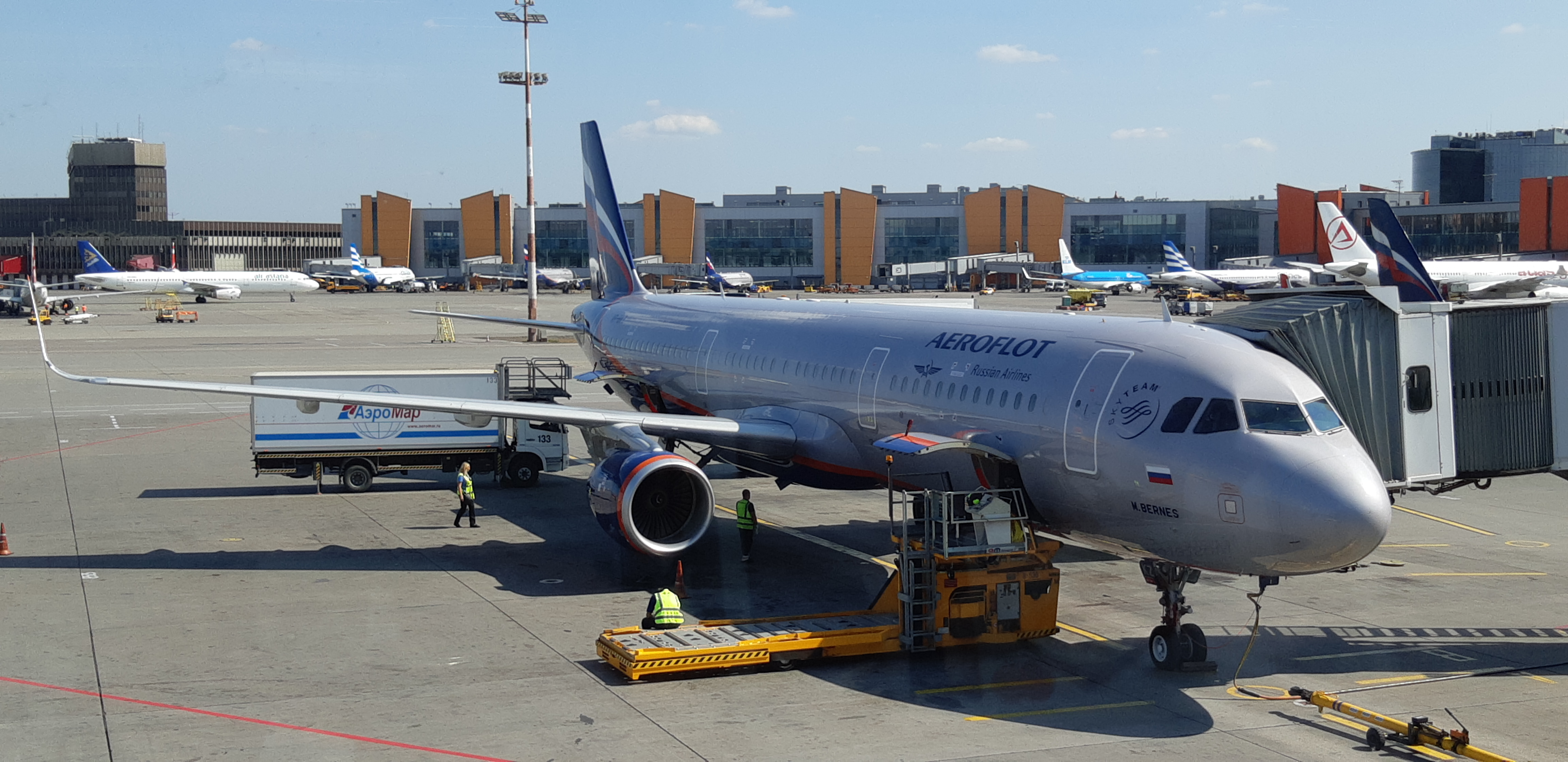
Airbus A321 Аэрофлота «Марк Бернес», пристыкованный к телетрапу 27, терминал D.
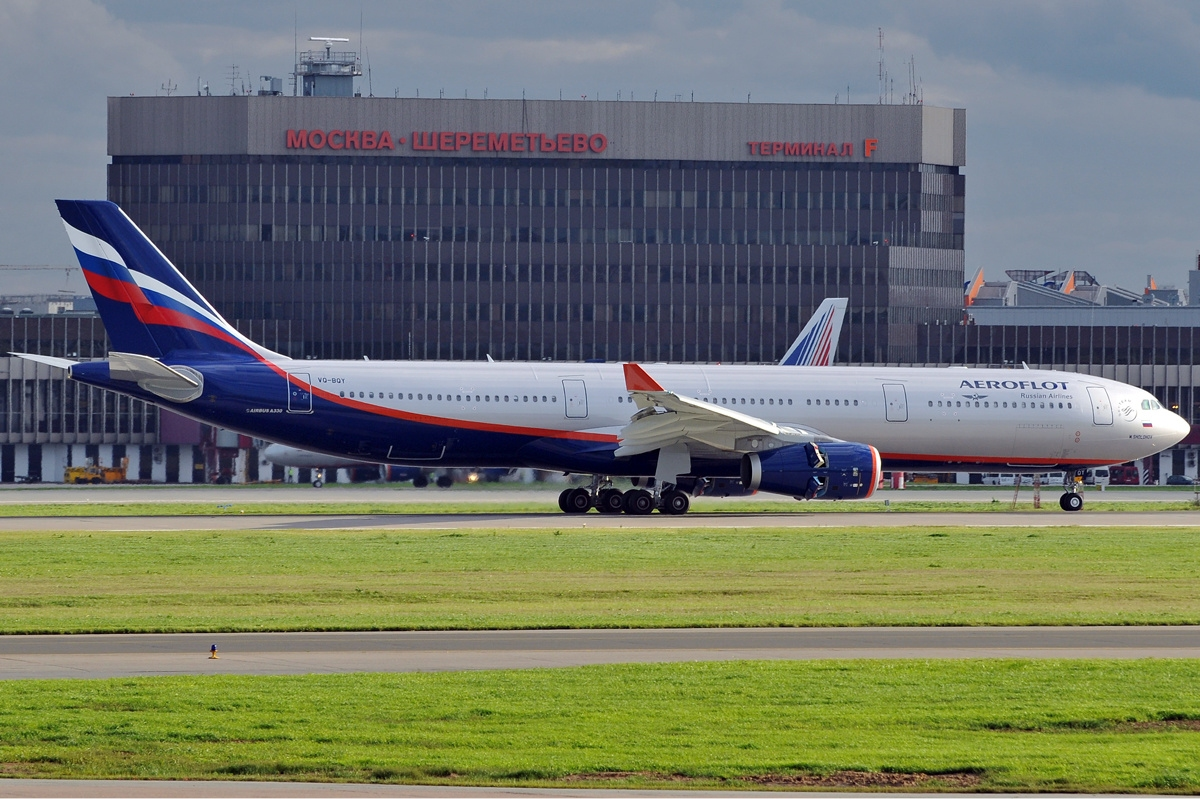
Airbus A330-300 Аэрофлота на фоне терминала F
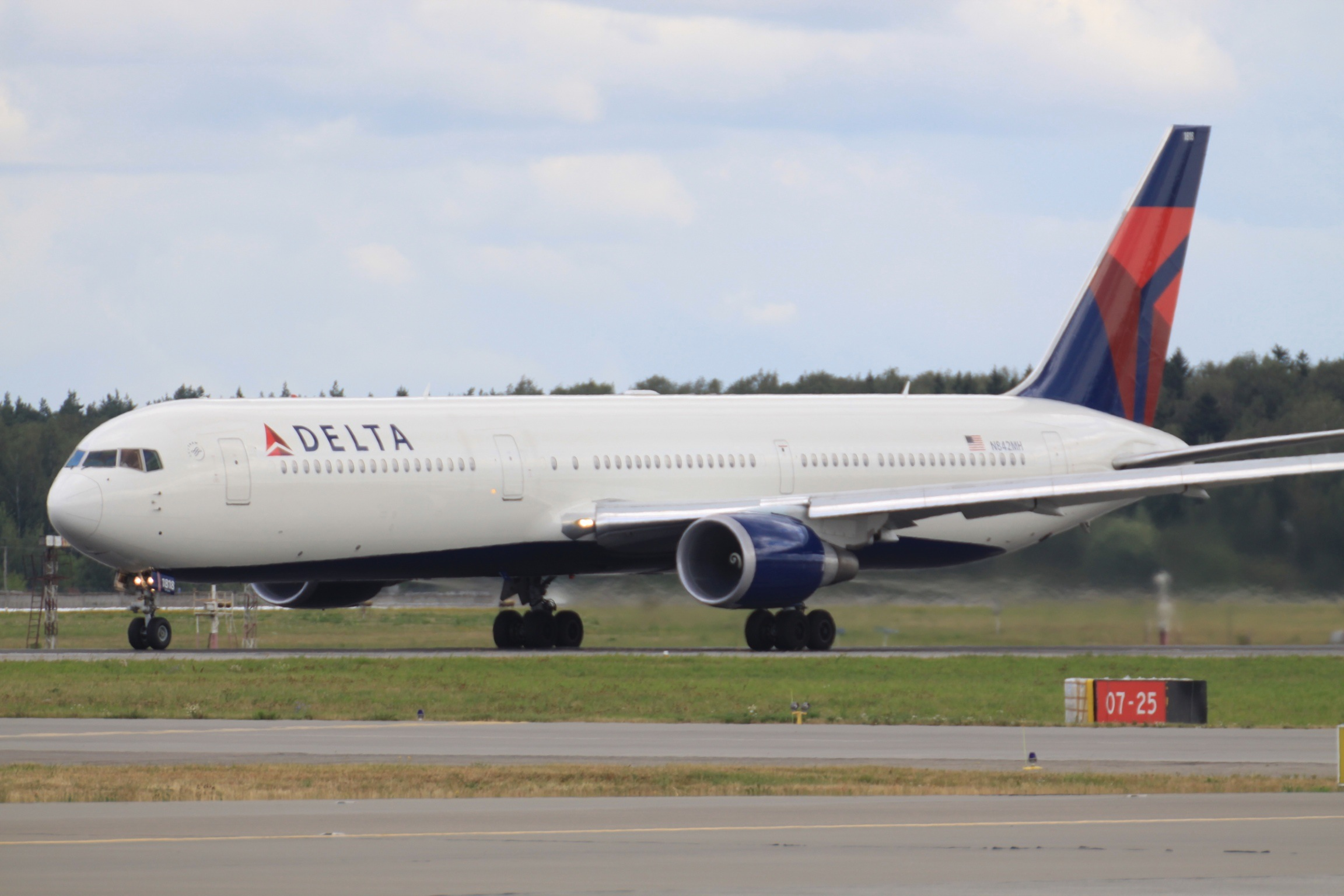
Boeing 767-400ER Delta Air Lines
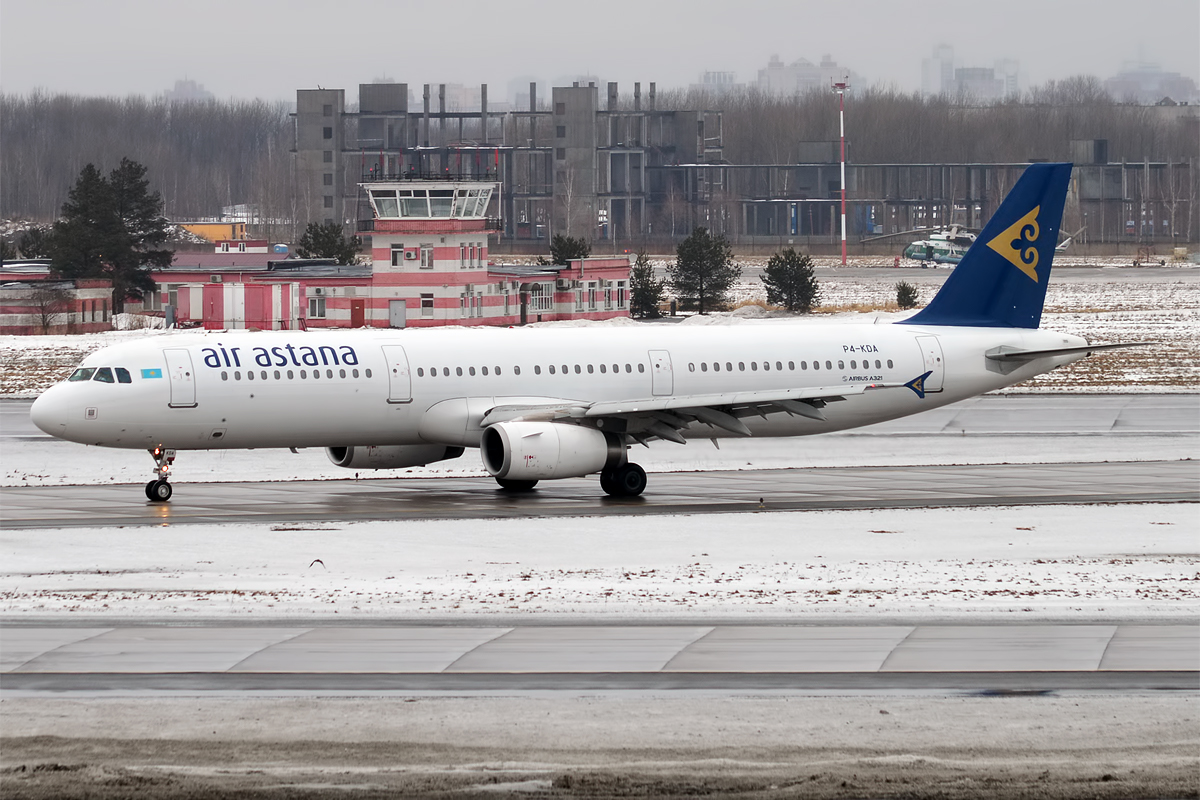
Airbus A321 Air Astana
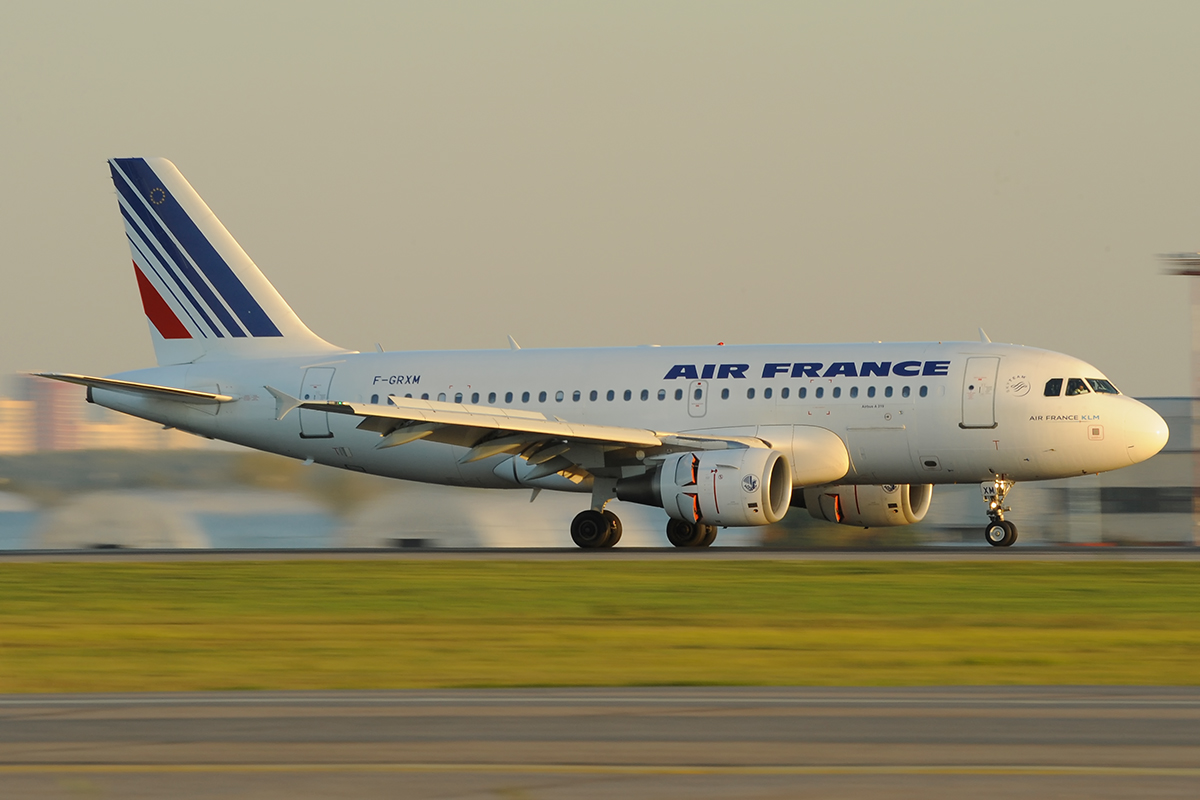
Airbus A319-100 Air France на взлётной полосе
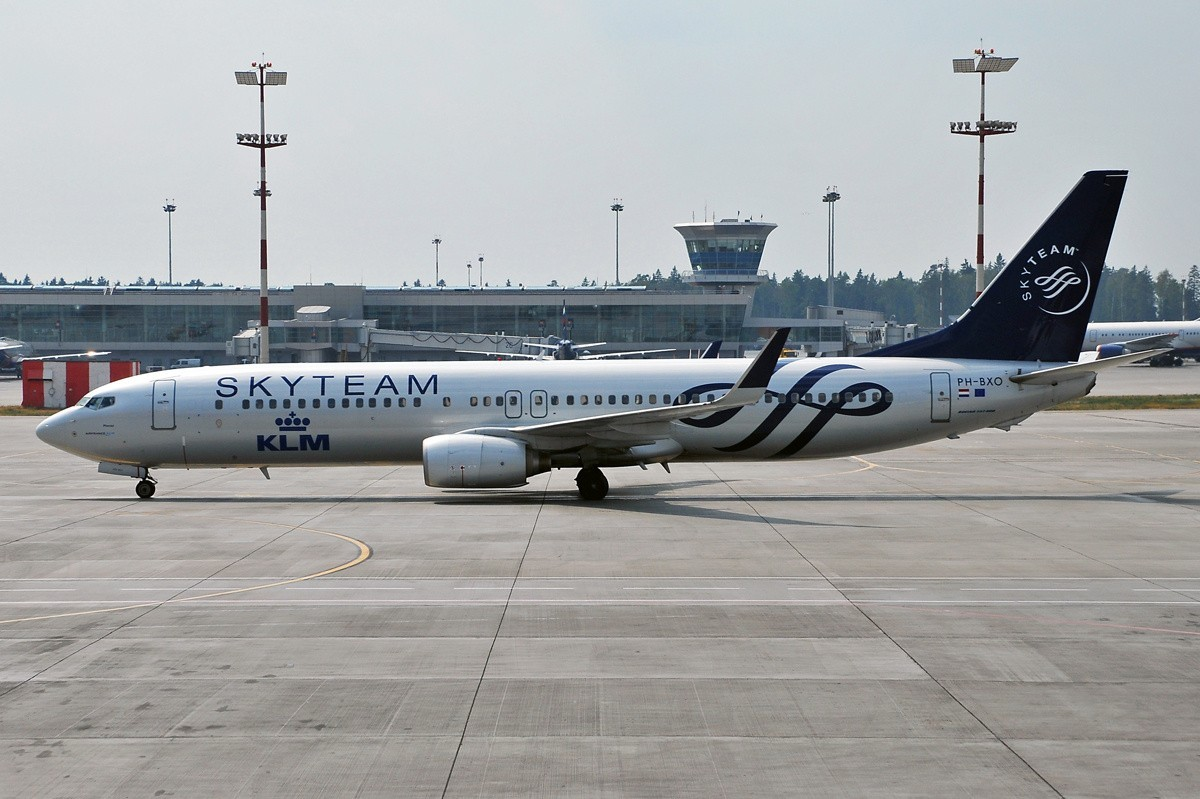
Boeing 737-900 KLM в цветах SkyTeam на перроне
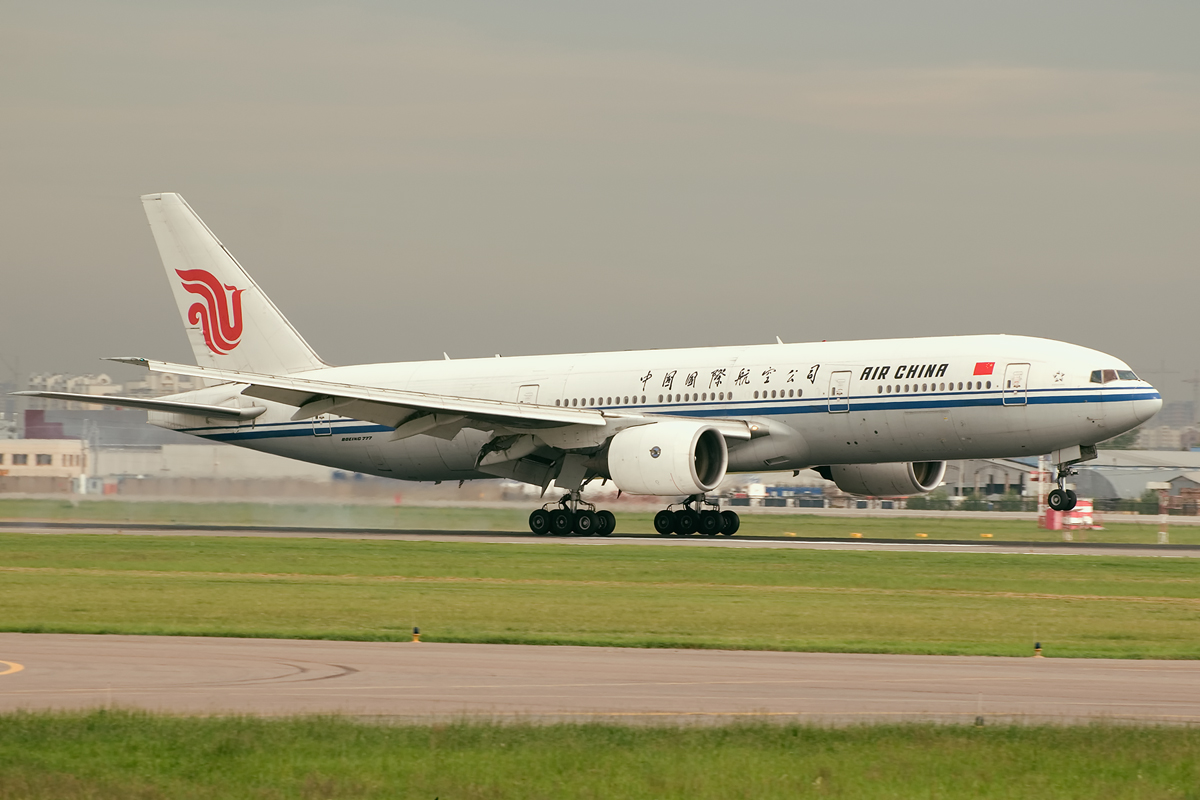
Boeing 777-200 Air China
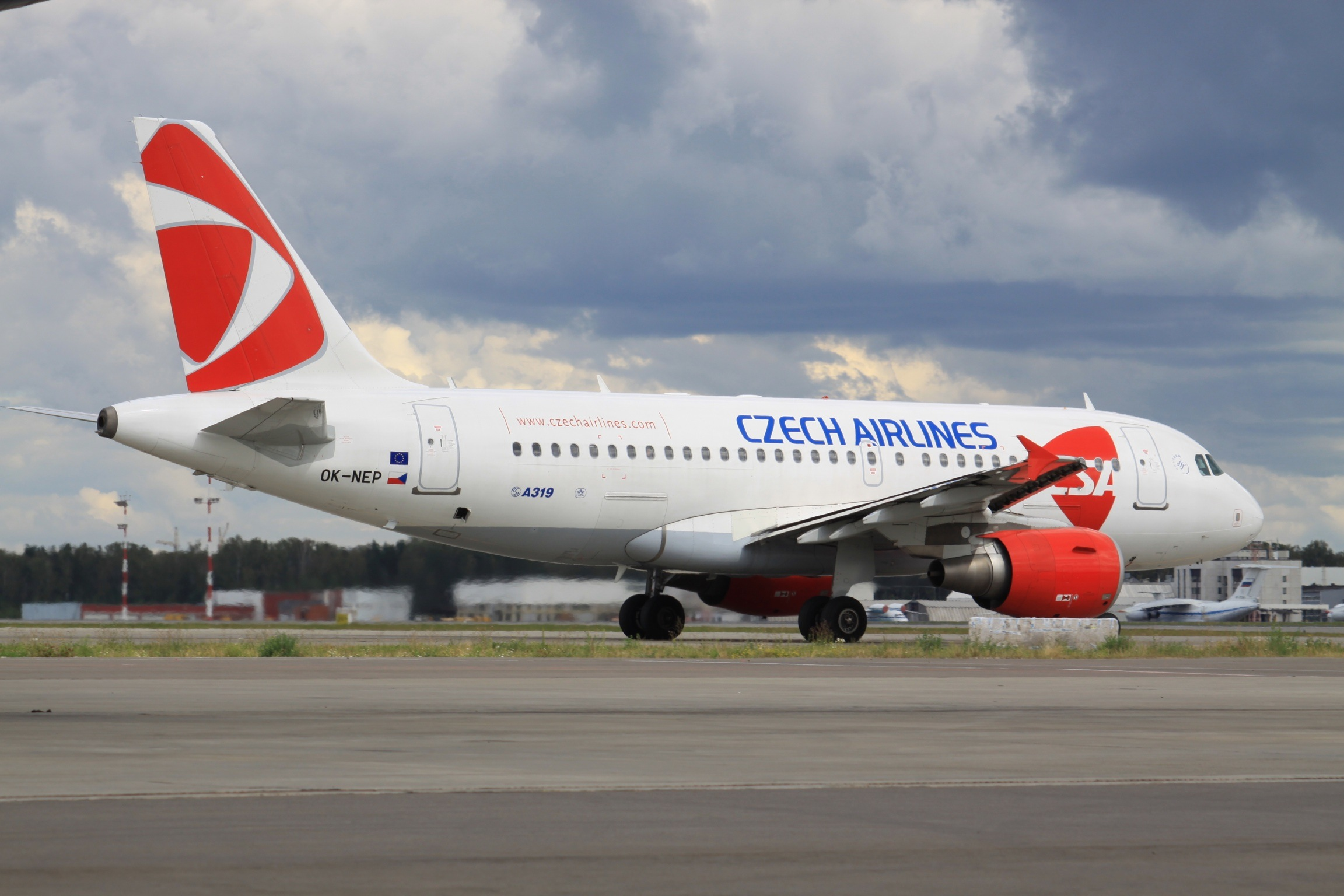
Airbus A319-100 Czech Airlines
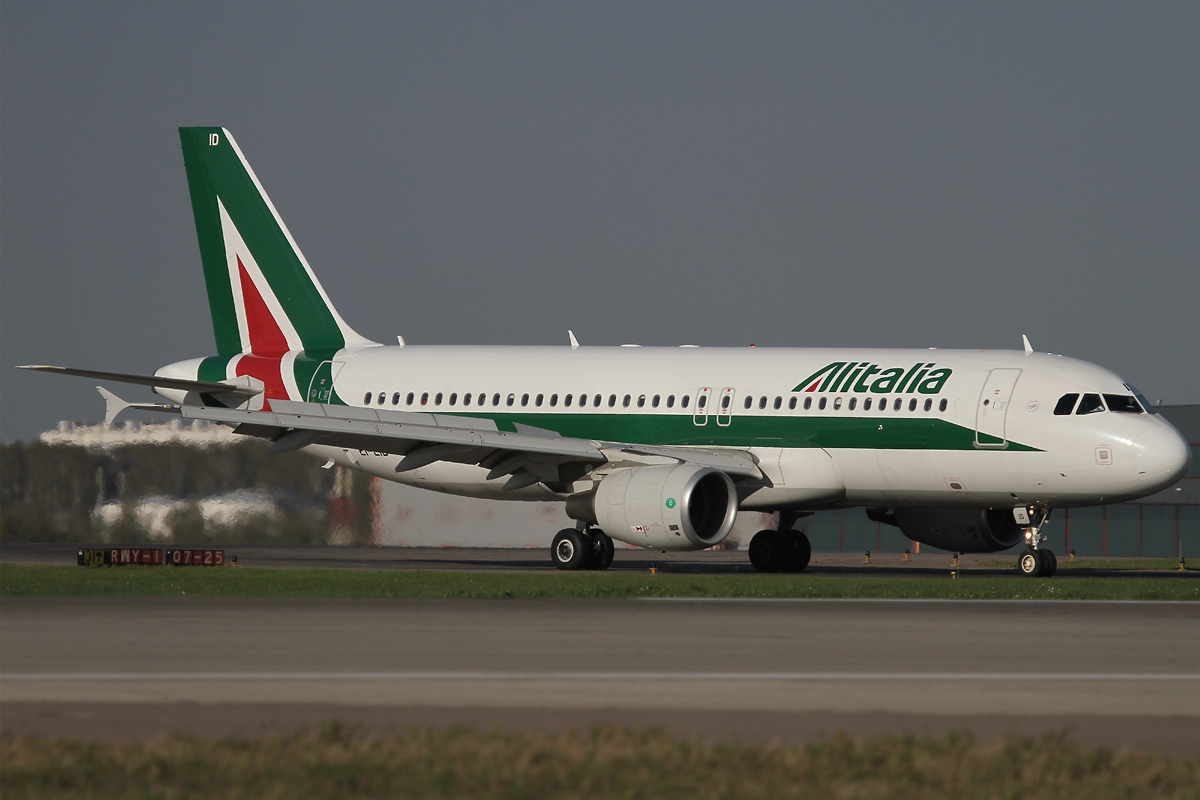
Airbus A320-200 Alitalia
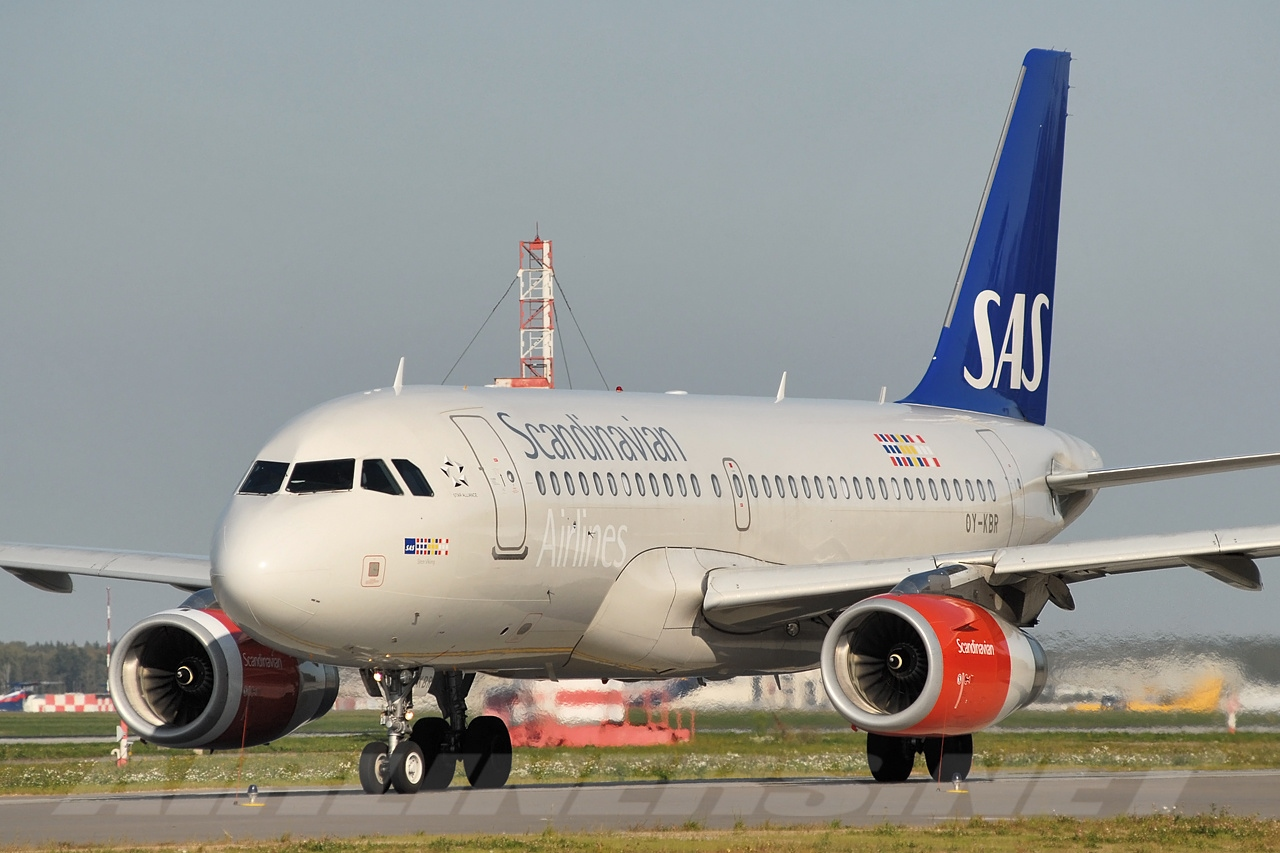
Airbus A319-100 Scandinavian Airlines
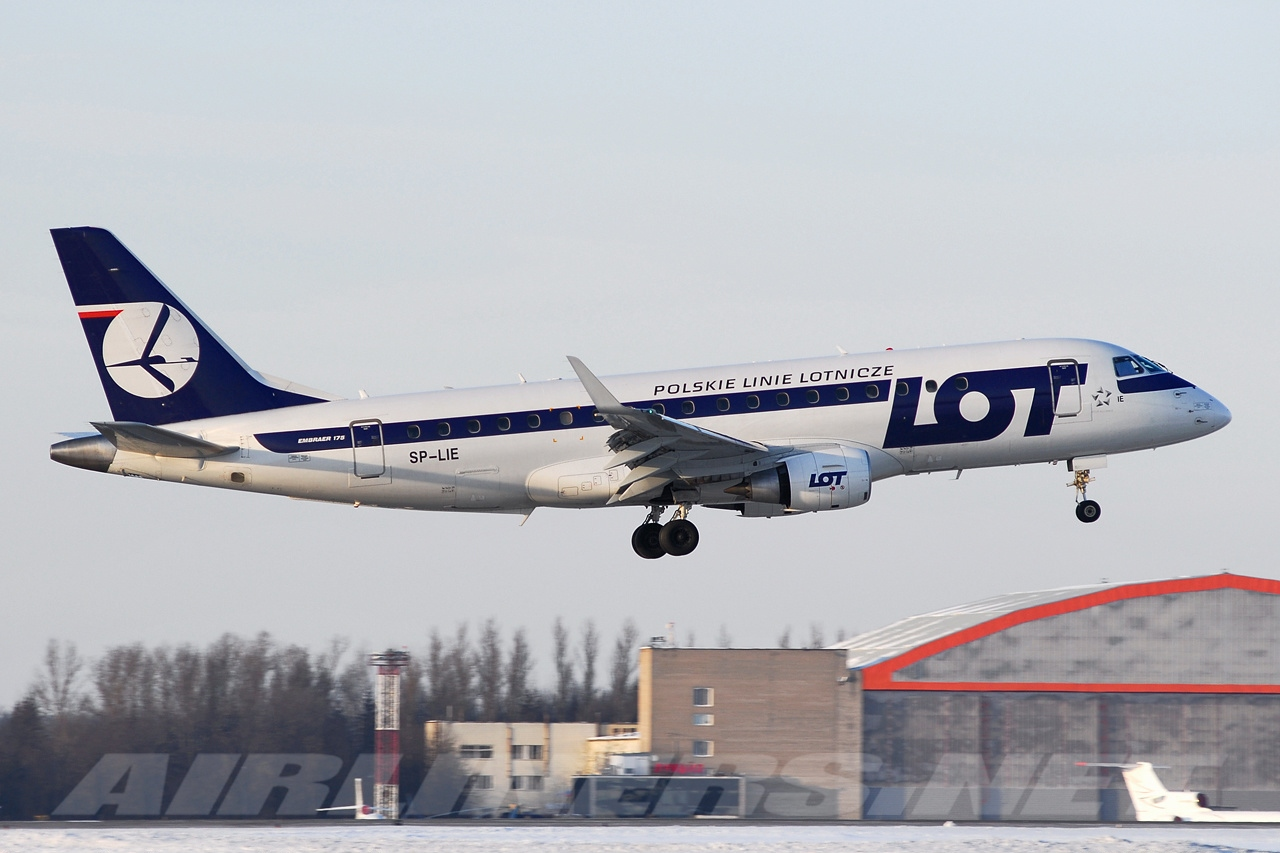
Embraer E-175 LOT Polish Airlines
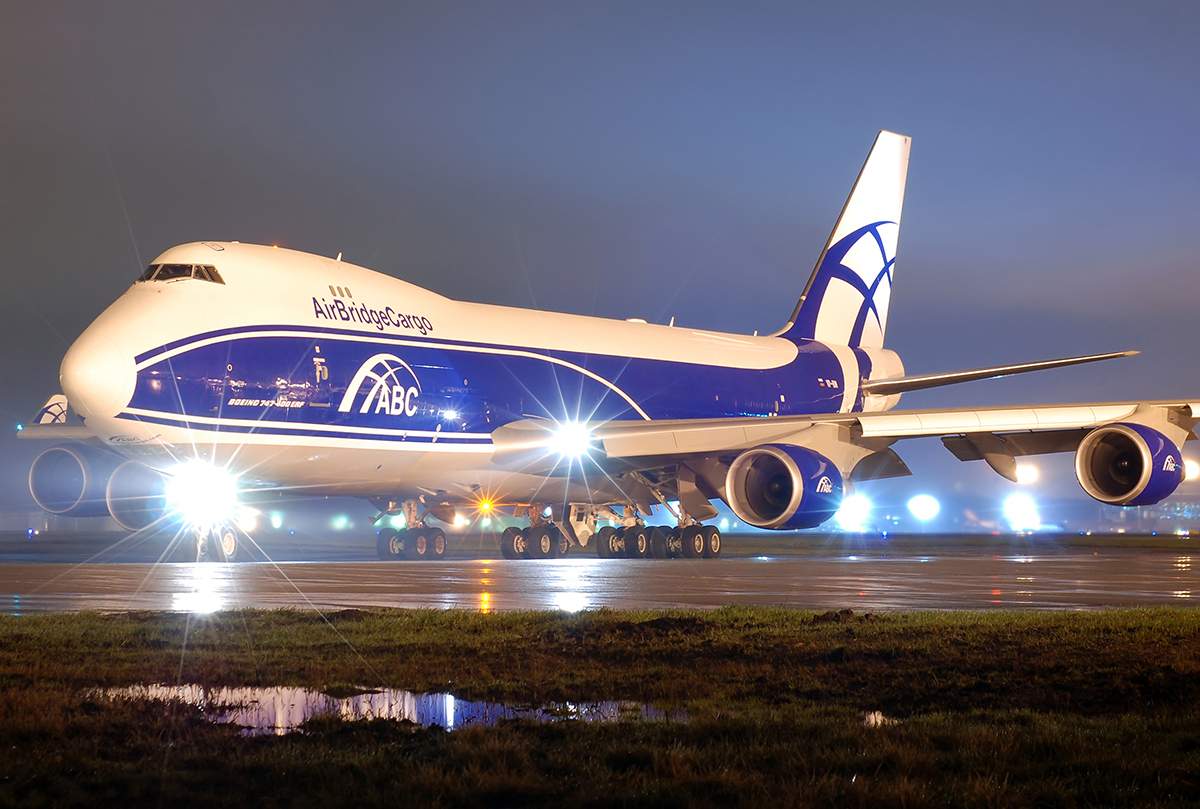
Грузовой Boeing 747-400 AirBridgeCargo
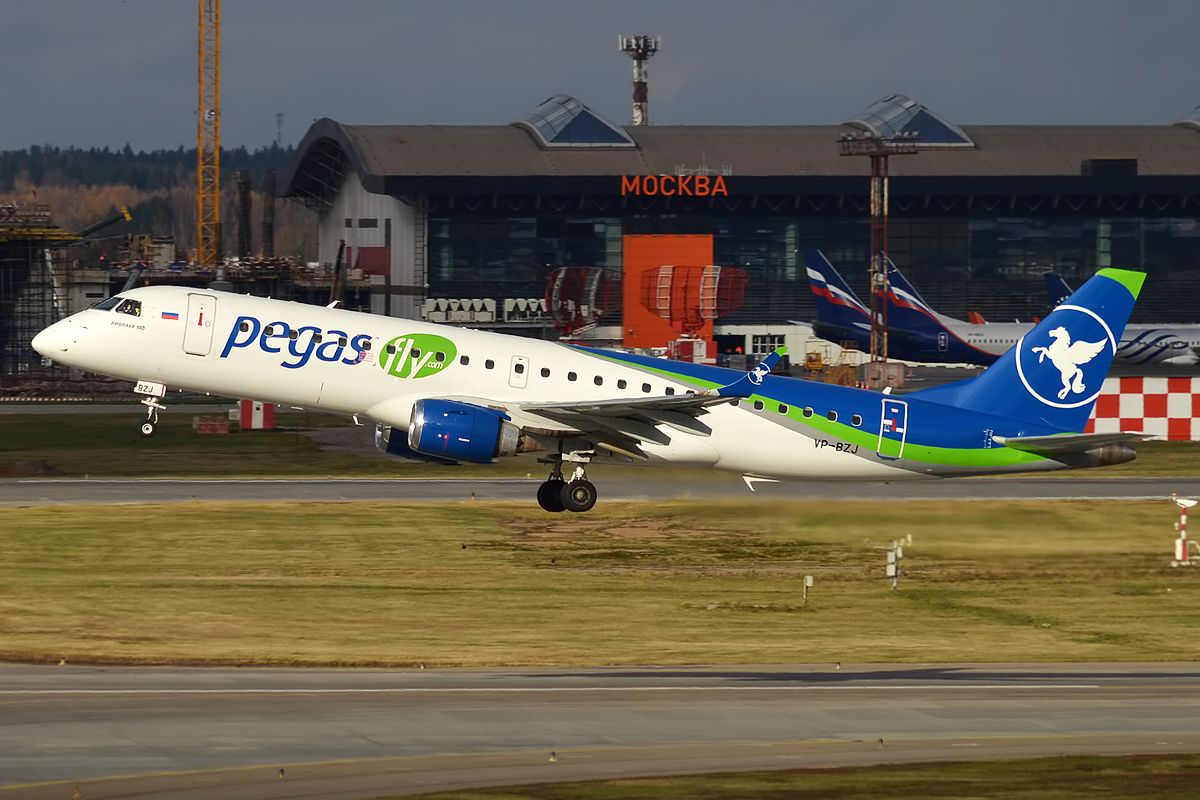
Embraer 190 Pegas Fly
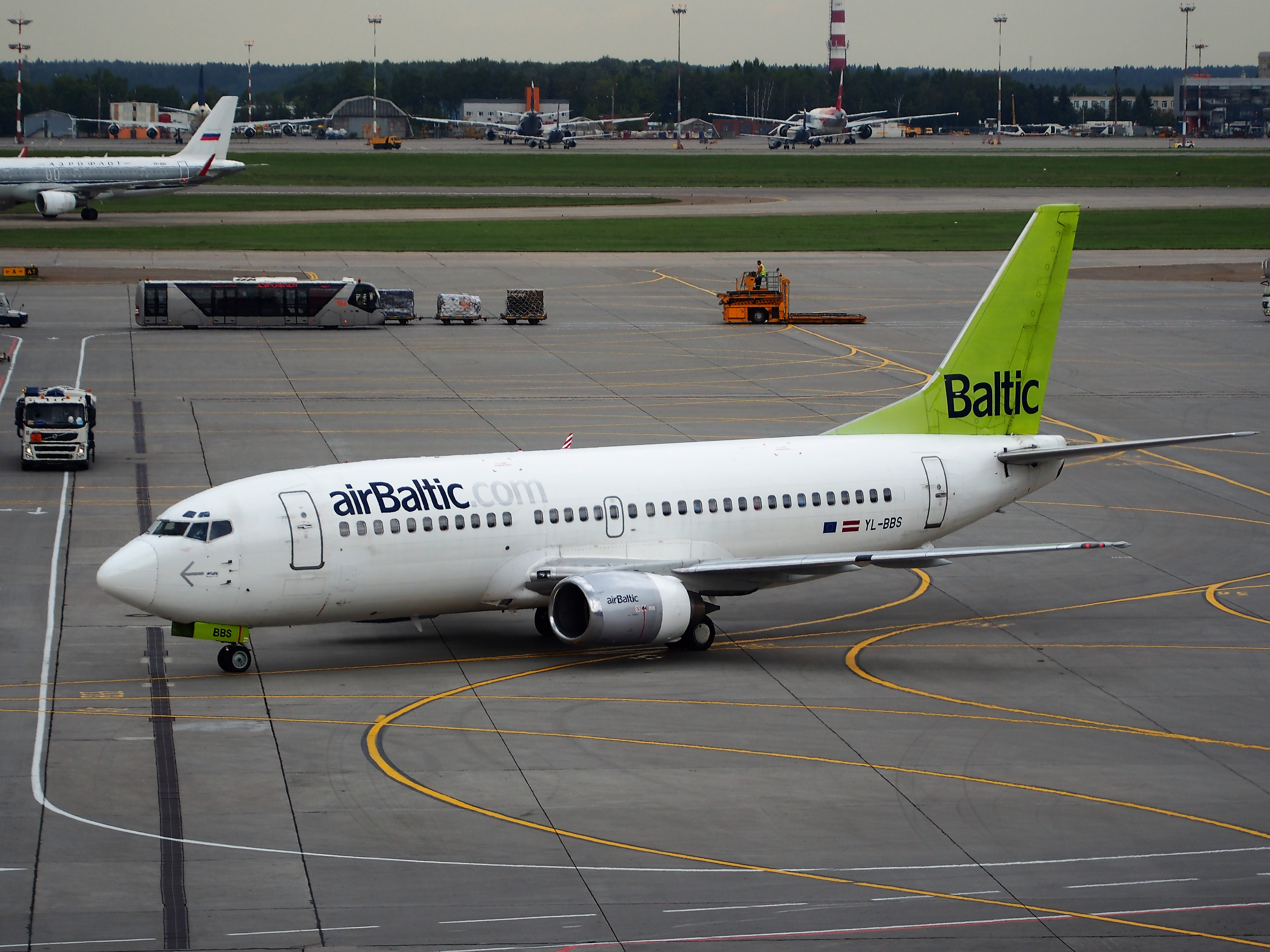
Boeing 737-300 Air Baltic
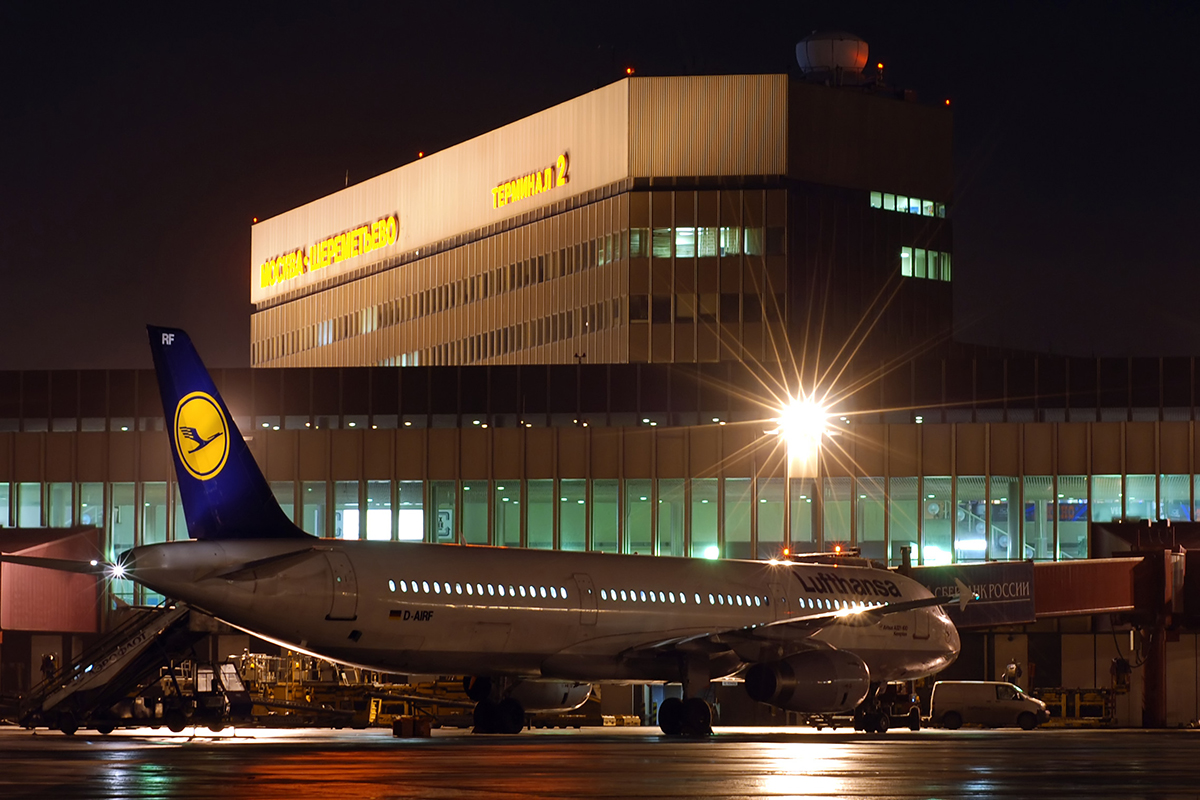
Airbus A321 Lufthansa на фоне терминала 2 (нынешний терминал F) аэропорта Шереметьево, 2008 год
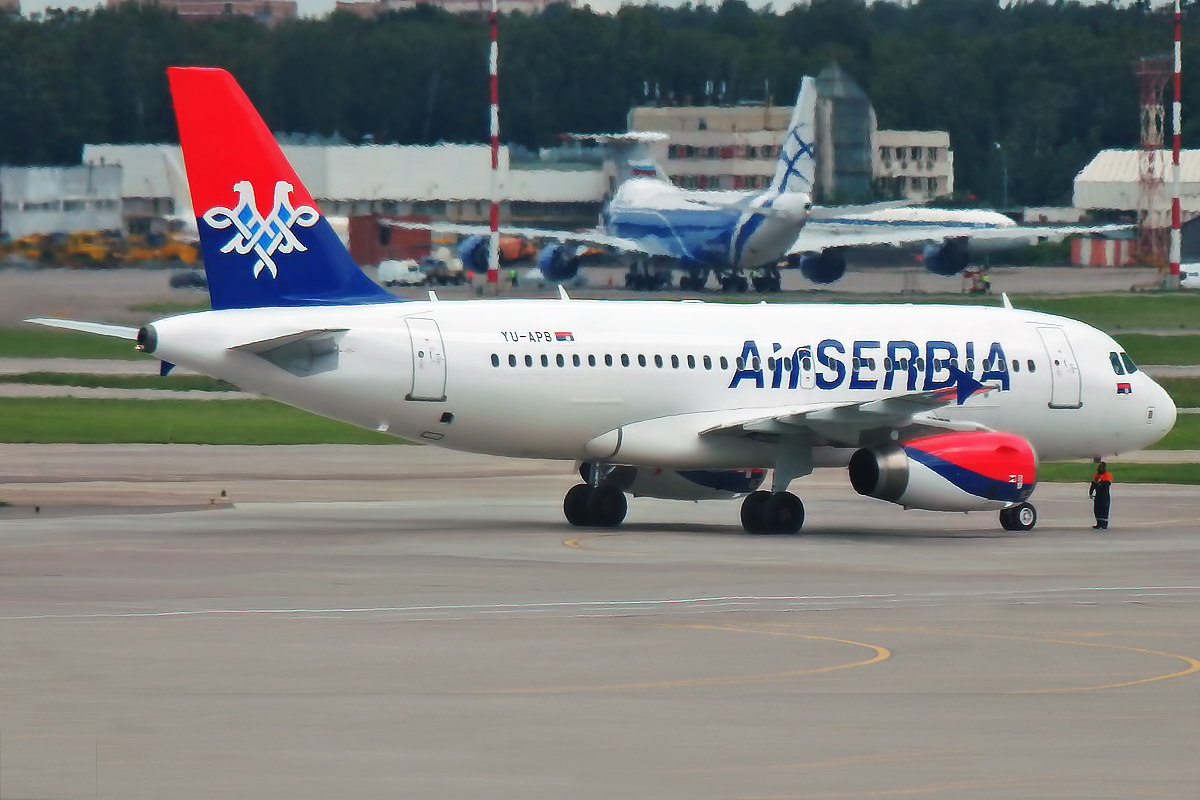
Airbus A319 Air Serbia
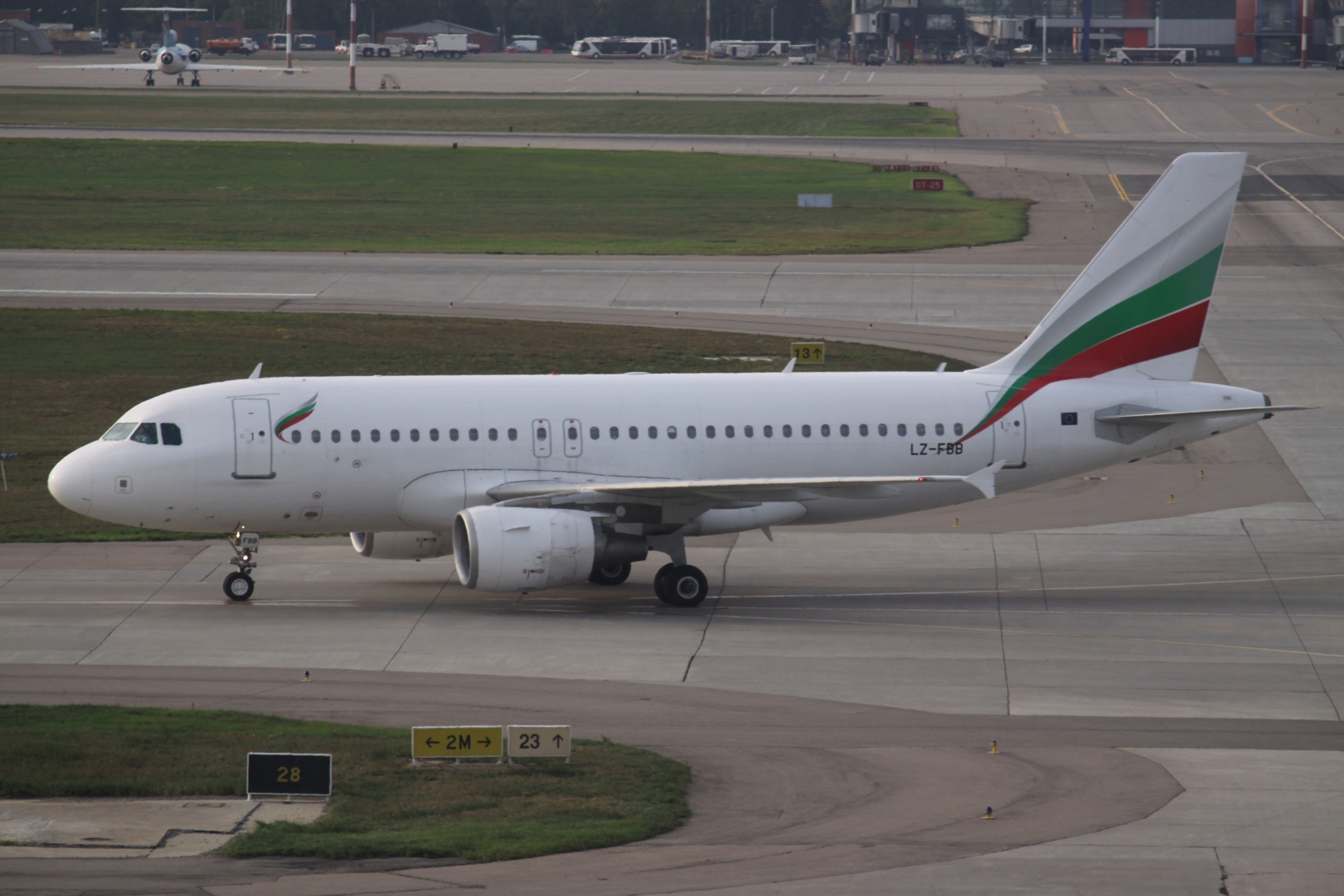
Airbus A319 Bulgaria Air
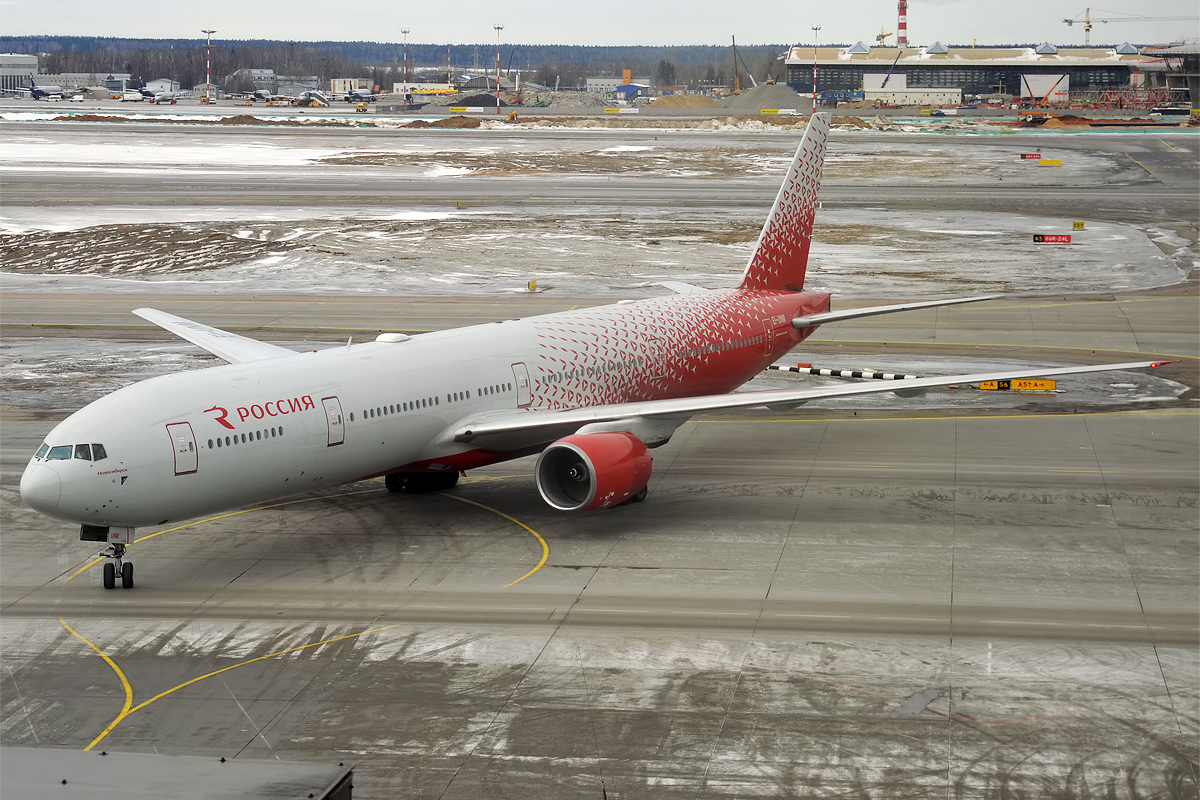
Boeing 777 авиакомпании Россия
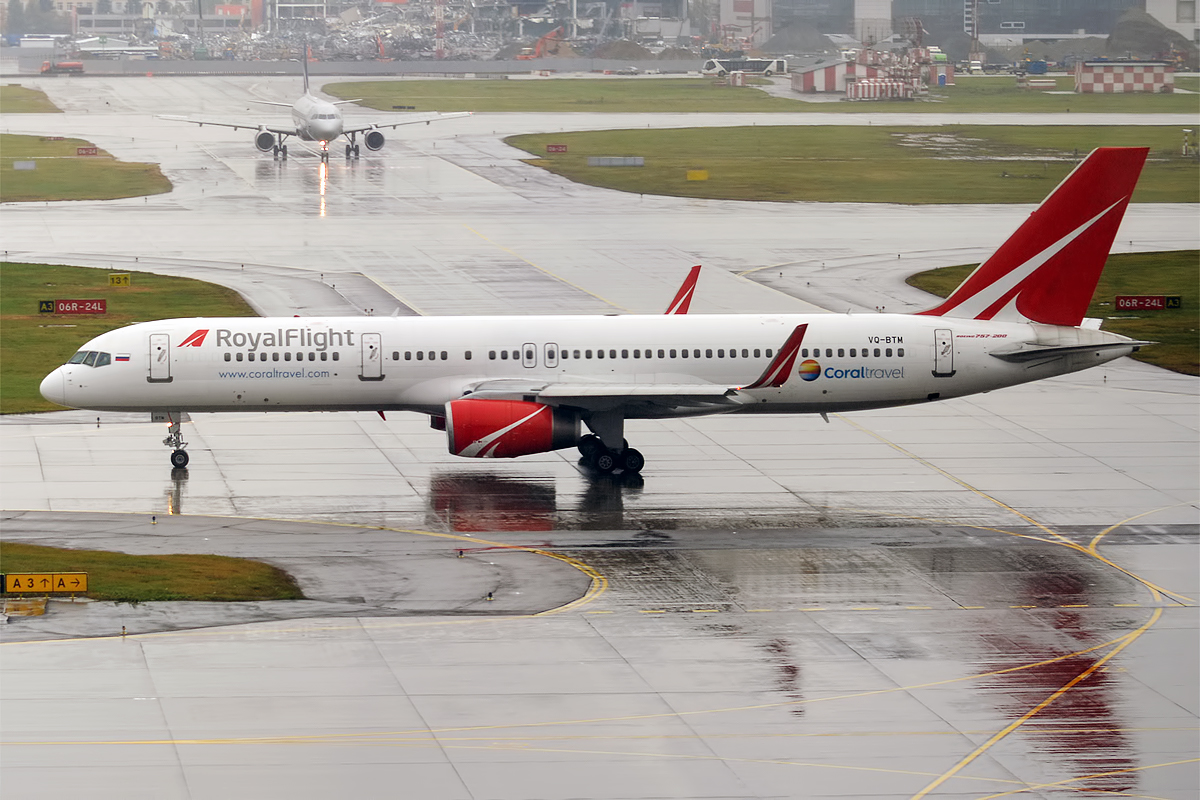
Boeing 757 Royal Flight
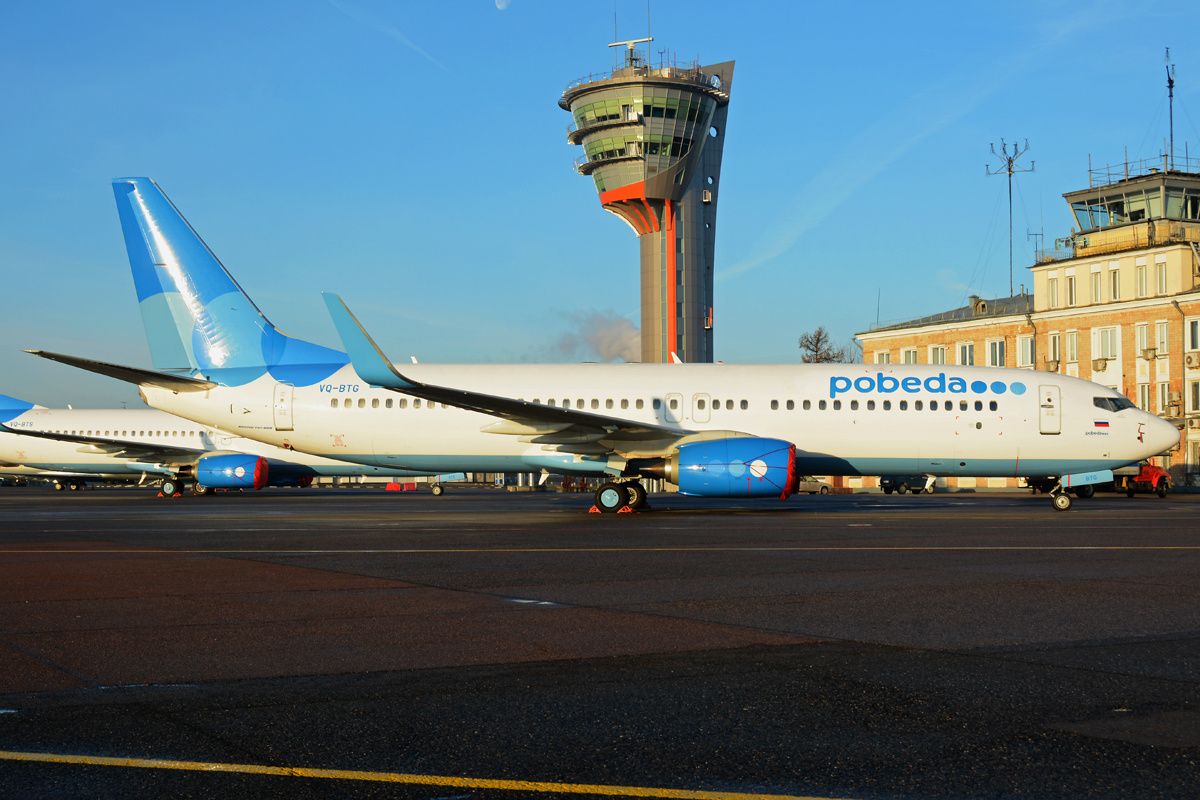
Boeing 737-800 авиакомпании Победа

## Инфраструктура
В аэропорту и в непосредственной близости от него работают несколько гостиниц, в том числе: «Holiday Inn Express Sheremetyevo», «Новотель Шереметьево», «Мидленд Шереметьево», «Парк Инн», капсульная гостиница «Воздушный экспресс», «Профилакторий», «Кора-вип», «Атланта Шереметьево», «Аэро Плаза» (в районе терминала С), «Mona».
Во всех терминалах аэровокзала работают комнаты матери и ребёнка, где для пассажиров с детьми есть игровая и спальная зоны, а также кухня и пеленальные столы.

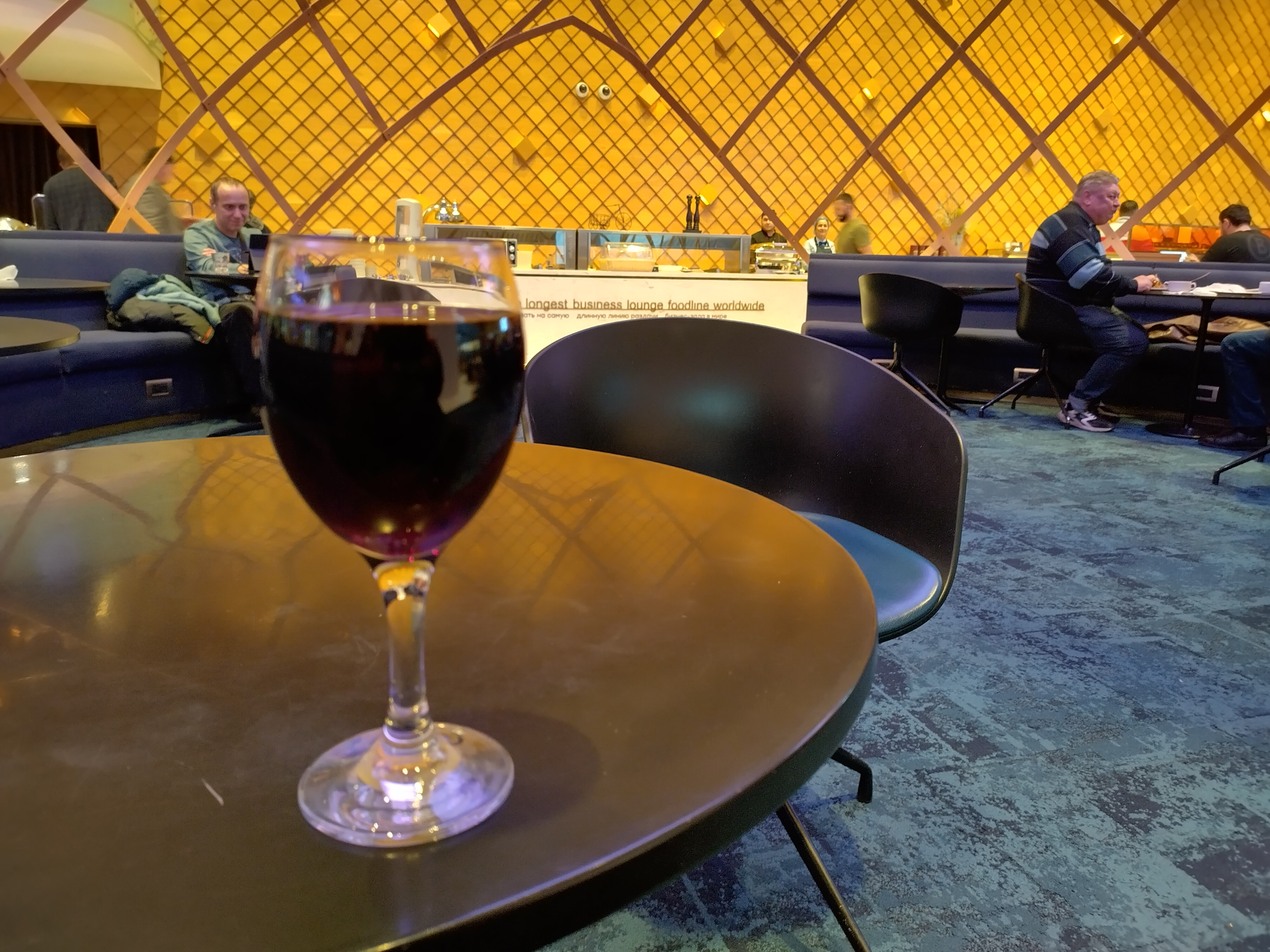
Бизнес-зал «Репин», терминал B

В аэропорту расположены залы повышенной комфортности, обслуживающие пассажиров — членов клуба Priority Pass.
В аэропорту обеспечивается персональная помощь пассажирам с инвалидностью, организованы специальные стояночные места, информационные стойки и стойки регистрации, круглосуточно работают медпункты, в случае необходимости предоставляются амбулифты для доставки пассажира на борт воздушного судна.
В 2009 году в терминале F был открыт для посещения Музей истории аэропорта Шереметьево площадью 500 м².

## Транспорт

### Железнодорожный транспорт
10 июня 2008 года было начато прямое пассажирское сообщение поездов «Аэроэкспресс» между Савёловским вокзалом Москвы и аэропортом Шереметьево. Были специально построено ответвление от основной линии Савёловского направления и железнодорожная станция Аэропорт Шереметьево в аэропорту, находящаяся в южном комплексе около терминала Е. Строительство железнодорожной линии обошлось в 4,2 млрд рублей, железнодорожного терминала — примерно в 125 млн долларов. Для обслуживания линии у «Трансмашхолдинга» было закуплено четыре новых электропоезда стоимостью 250 млн руб. каждый. Интервал движения поездов составил преимущественно 30 минут, время в пути — 35 минут. При вылете в терминале на Савёловском вокзале можно было пройти регистрацию и оформить багаж для последующей его транспортировки в Шереметьево.
28 августа 2009 года маршрут был продлён до Белорусского вокзала столицы. С 21 ноября 2019 года поезда «Аэроэкспресс» отправляются из Одинцово, до Белорусского вокзала делают остановки по всем пунктам МЦД-1, затем на Савёловском вокзале и на Окружной. Время в пути от Белорусского вокзала до аэропорта составляет 50 мин.
С 1 июня 2022 года для пассажиров работает Северный терминал «Аэроэкспресс» рядом с терминалами B и C аэропорта Шереметьево.
Рассматривалось строительство линии скоростной транспортной системы до терминала D от комплекса «Москва-Сити» на базе путей Октябрьской железной дороги и Малого кольца Московской железной дороги, однако проект реализован не был.
При вылете из терминала B можно воспользоваться поездом межтерминального перехода до терминалов D, E и F, а также региональным экспрессом или обычным электропоездом до станции Лобня, далее регулярно курсирующим автобусом 21, не выезжающим на пробочное кольцо.

### Межтерминальный переход

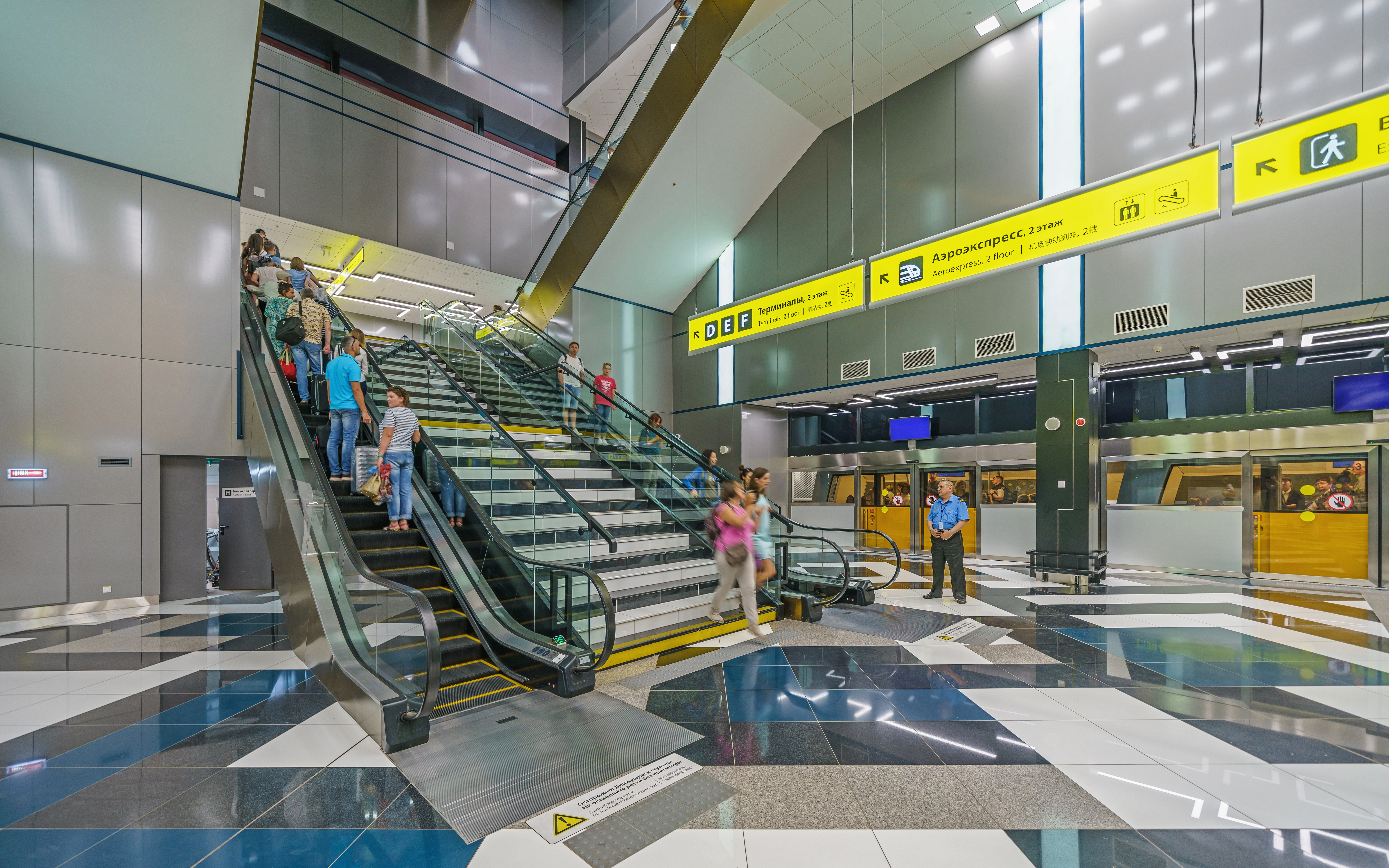
Станция Шереметьево-2 межтерминального перехода

С мая 2018 года трансфер между терминалом B и терминалами D, E и F осуществляется через межтерминальный переход поездами подземной автоматической линии. К посадке допускаются пассажиры без смешивания общедоступной зоны и чистой зоны. На северном конце линии, со стороны терминала B, находится станция Шереметьево-1; на южном конце линии, в переходе между терминалами D и Е, — станция Шереметьево-2. Время в пути — четыре минуты, включая посадку, интервал движения также 4 минуты, таким образом обеспечивается гарантированное минимальное стыковочное время — не более 50 минут. На обеих станциях — Шереметьево-1 и Шереметьево-2 — установлены платформенные раздвижные двери. С июня 2022 года межтерминальный переход не работает в связи с закрытием терминалов D, E и F, и как следствие, отсутствием межтерминального пассажиропотока.

### Автобусы и маршрутные такси
- Ближайшая станция метро — «Ховрино», от этой станции курсирует экспресс-автобус № 1195 «Аэроэкспресс» до терминала В и автобус 1195Д до терминала D. Время в пути — 20 минут. Интервал отправления в обе стороны 15 мин с 07:30 до 21:00. Маршрут проходит по платной автомобильной трассе М11 «Нева». Места остановки экспресс-автобусов находятся у выхода № 2 станции метро «Ховрино» и слева от выхода из терминала В аэропорта Шереметьево[76].
- От станций метро «Речной вокзал» и «Планерная», а также станции МЦД «Молжаниново» до аэропорта ходят автобусы № 851, 817.
- От железнодорожной станции Лобня до зоны вылета терминала B можно доехать на автобусе № 21.
- В ночное время (01:00 — 05:30) работает маршрут московского автобуса Н1 «Аэропорт Шереметьево — Метро „Китай-город“», проходящий с севера в центр Москвы. Интервал движения — 30 минут[77].

### Автотранспорт и стоянка
Подъехать к аэропорту на автомобиле можно либо от Ленинградского шоссе по Международному или Шереметьевскому шоссе, либо от Дмитровского шоссе. В декабре 2014 года был открыт участок новой скоростной трассы Москва — Санкт-Петербург (М11), прошедший в непосредственной близости от «Шереметьево». Вокруг аэропорта оборудовано более 10 платных стоянок. Цены на стоянку варьируются в зависимости от расположения. На некоторых частных стоянках предоставляются бесплатные услуги, например, на стоянке «Park&Fly» трансфер в аэропорт и упаковка багажа являются бесплатными. На территории аэропорта действуют как крытые, так и открытые стоянки, расположенные в пешей доступности до терминалов. Общее число стояночных мест более 6000.

## Территориальная принадлежность
С середины 1990-х годов до 2011 года территориальная принадлежность аэропорта оспаривалась властями Москвы. При этом аэропорт формально всегда оставался в составе Московской области, поскольку в советский период Москве аэропорт официально не передавался, а в постсоветский период соглашений об изменении границ не подписывалось вплоть до 2011 года.
Согласно закону «О территориальном делении Москвы», с 1995 года территория аэропорта Шереметьево входила в состав Молжаниновского района Москвы, а согласно законам Московской области — городского округа Химки.
По соглашению о границе между субъектами федерации, заключённому в сентябре 2011 года, территория аэропорта Шереметьево признана принадлежащей Московской области.

## Показатели деятельности
Данные из запроса в Викиданные.
| год             | 1990  | 2008  | 2009  | 2010  | 2011  | 2012  | 2013  | 2014  | 2015  |
| млн. пассажиров | 11,0  | ▲15,1 | ▼14,8 | ▲19,3 | ▲22,6 | ▲26,2 | ▲29,3 | ▲31,6 | ▲31,6 |
| год             | 2016  | 2017  | 2018  | 2019  | 2020  | 2021  | 2022  | 2023  | 2024  |
| млн. пассажиров | ▲34,0 | ▲39,6 | ▲45,8 | ▲49,9 | ▼19,6 | ▲30,6 | ▼28,4 | ▲36,6 | ▲43,3 |

В 2008 году выручка ОАО «Международный аэропорт Шереметьево» составила 7,217 млрд рублей (без учёта дочерних компаний), что на 15 % превышает аналогичный показатель 2007 года. Чистая прибыль — 561 млн рублей. Операционная прибыль — 1,603 млрд рублей (рост на 21 %). Выручка от авиационной коммерческой деятельности за 2008 — 4,663 млрд рублей. (выросла на 6 %). За 2008 год выручка от неавиационной коммерческой деятельности — 2,554 млрд рублей (рост 37 %).

## Происшествия и несчастные случаи
По данным сайта Aviation Safety Network, в аэропорту Шереметьево и около него произошло 48 авиационных аварий и происшествий.
- 26 сентября 1960 года самолёт Vickers Viscount OE-LAF компании Austrian Airlines потерпел катастрофу, не долетев 11 км до взлётно-посадочной полосы аэропорта Шереметьево. Из 37 человек, находившихся на борту, погиб 31 человек[96].
- Единственная катастрофа самолёта Ту-114 (бортовой номер CCCP-76491) произошла 17 февраля 1966 года в Шереметьеве. Причина — принятие ошибочного решения произвести взлёт в плохих метеоусловиях ночью с ВПП, расчищенной от снега не на полную ширину.

Экипаж командира корабля В. А. Филонова, получив приказ на взлёт от старшего в экипаже — начальника транспортного отдела Главного управления гражданского воздушного флота Ю. К. Валериуса — не смог выдержать направление взлёта вдоль оси ВПП, при отрыве самолёт зацепился левой тележкой шасси за снежный бруствер на краю полосы, что вызвало бросок самолёта влево с опусканием носа, экипаж накренил лайнер вправо и тот, зацепившись винтами 3-го и 4-го двигателей правой консоли крыла за поверхность земли, рухнул на лётное поле, разрушился и сгорел.
Часть пассажиров и экипажа (21 человек, в том числе командир экипажа В. А. Филонов) погибли. Ю. К. Валериус и ещё несколько человек выжили.

- 28 ноября 1972 года самолёт Douglas DC-8-62 компании Japan Airlines потерпел катастрофу после взлёта из Шереметьева. Погибли 9 из 14 членов экипажа и 52 из 62 пассажиров, в общей сложности 61 из 76 человек[97].
- 6 июля 1982 года самолёт Ил-62, следующий рейсом 411 компании Аэрофлот, разбился при взлёте, погибли все 90 человек на борту[98].
- 9 марта 2000 года самолёт Як-40 разбился при взлёте (по официальной версии — из-за обледенения). Погибли все находившиеся на борту 9 человек, включая журналиста Артёма Боровика и бизнесмена Зию Бажаева.
- 28 июля 2002 года самолёт Ил-86 компании Пулково без пассажиров на борту и с 16 членами команды упал на лес, разрушился и сгорел вскоре после взлёта. Выжили две бортпроводницы, находившиеся в момент катастрофы в хвостовой части самолёта[99].
- 5 мая 2019 года самолёт «Аэрофлота» SSJ-100, вылетевший в Мурманск, (предположительно) из-за удара молнии вернулся в Шереметьево и при вынужденной посадке загорелся. Из 78 человек на борту, погиб 41 человек[100]. В крушении самолёта обвинили[101] командира экипажа.

Транзитная зона
- В 2007 году Захра Камалфар с двумя детьми прожила в транзитной зоне аэропорта 10 месяцев[102].
- В 2013 году в транзитной зоне аэропорта 39 дней проживал бывший сотрудник агентства национальной безопасности США Эдвард Сноуден. 1 августа 2013 года он покинул транзитную зону аэропорта, получив политическое убежище в России[103].